# Kouros
Pour les articles homonymes, voir Kouros (parfum) et Yiánnis Koúros.
Sauf précision contraire, les dates de cet article sont sous-entendues « avant l'ère commune » (AEC), c'est-à-dire « avant Jésus-Christ ».

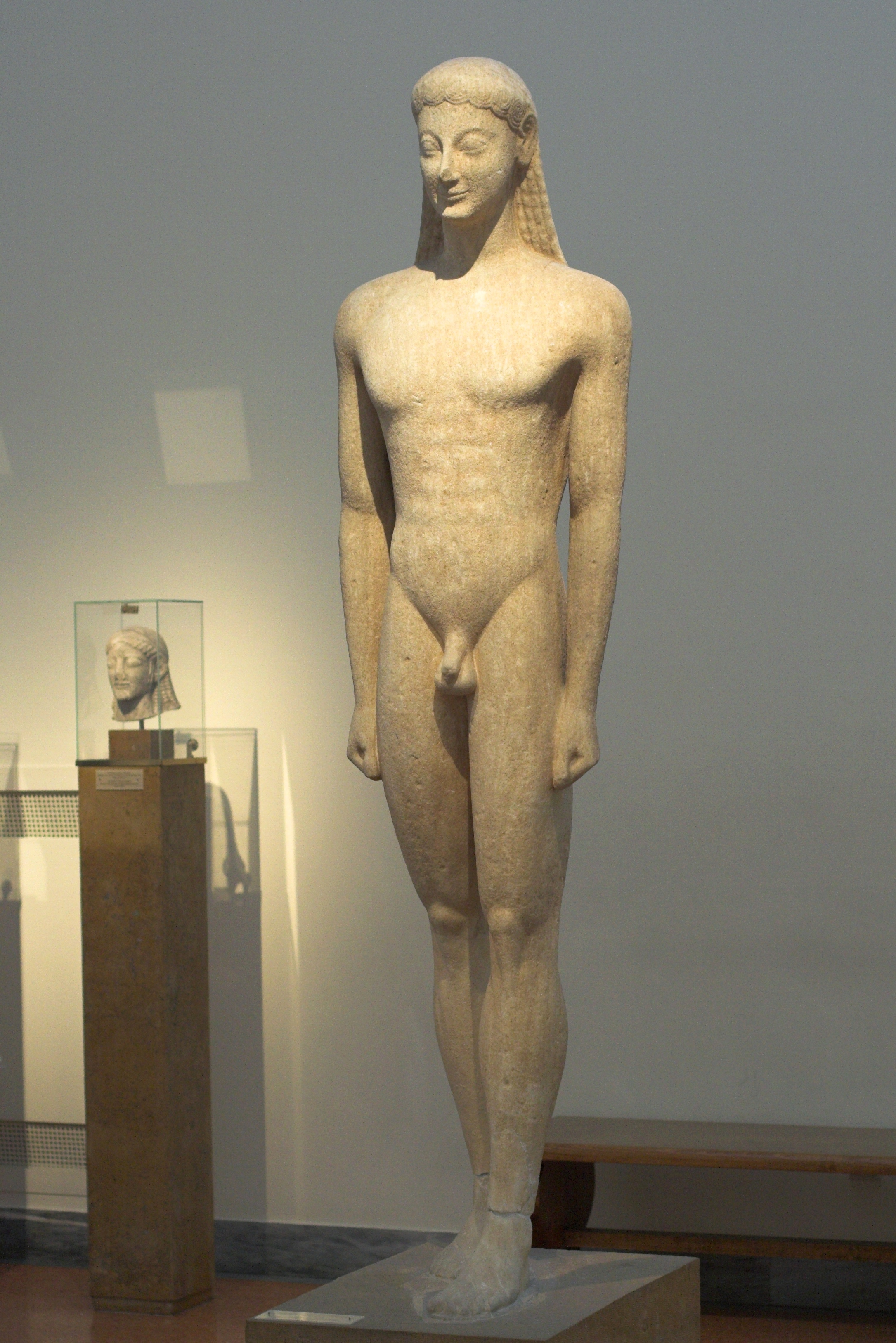
Kouros de Milos. Monument funéraire (H. 2,14 m.), Marbre de Naxos. Vers 540 AEC. Musée national archéologique d'Athènes

Un kouros (du grec ancien κοῦρος, kouros « jeune homme »), pluriel κοῦροι, kouroï ; on écrit aussi couros. L'usage en français fait que ce mot désigne une statue de jeune homme, durant la période archaïque de la sculpture grecque (650 - 500 ou entre le dernier quart du VIIe et le début du Ve siècle AEC).
C'est une sculpture votive surtout en Béotie, un monument funéraire surtout en Attique, et l'un ou l'autre dans les Cyclades.
Le pendant féminin de ce type de sculpture est la korê (on écrit aussi corê, corè voire coré).

## Le kouros et les statues égyptiennes
Le mot grec ancien κοῦρος / kouros signifie « jeune homme » et fut utilisé par Homère pour parler des jeunes soldats. À partir du Ve siècle AEC, le mot fait référence à un adolescent, un homme sans barbe, mais pas à un enfant.
À partir de 1890, les historiens modernes ont utilisé ce mot pour faire référence à des statues d'hommes nus. Les kouroï étaient également appelés des Apollons, puisqu'on pensait que ces statues représentaient le dieu Apollon.
|  |  |  |  |  |

Aujourd'hui, les statues ou statuettes de kouroï, sculptures en ronde-bosse (autour desquelles on peut tourner) semblent être apparues à une époque où la Grèce était sous l'influence culturelle de l'ancienne Égypte, l'époque orientalisante, comme on peut le voir par leur pose les bras le long du corps et de larges épaules, le pied gauche en avant. Cette attitude rappelle les statues des dieux, des pharaons et dignitaires égyptiens. Les Grecs auraient vu ces statues ou statuettes sur place en tant que commerçants ou mercenaires engagés par les Égyptiens surtout au cours de la XXVIe dynastie (664−525), qui fut le moment décisif pour l'apparition de ce type. Le port de commerce de Naucratis ayant été fondé pour eux vers 650-630 AEC dans le delta du Nil. La description en aurait peut-être été faite aux sculpteurs, lesquels n'ont pas utilisé l'étais dorsal qui assurait la stabilité des statues égyptiennes, probablement par méconnaissance. Une étude statistique des kouroi portant sur leurs mensurations comparées au canon égyptien semble indiquer, dans une relecture, que si les sculpteurs grecs utilisaient sporadiquement le canon égyptien, cela témoigne de l'influence des styles régionaux (plutôt que de l'utilisation de systèmes proportionnels standardisés).
Le célèbre « sourire archaïque » pourrait avoir trouvé une origine dans la mode que traversait l'art égyptien sous la XXVIe dynastie (664-525) : en effet à cette époque un léger sourire illumine discrètement les visages des statues.
Le mot « kouros » s'applique le plus souvent à des statues de plus ou moins grande taille, en pierre. Les statuettes de kouroi sont le plus souvent en bronze, mais il en existe aussi en terre cuite, voire en bois.

## Premières statues. Ateliers de sculpteurs

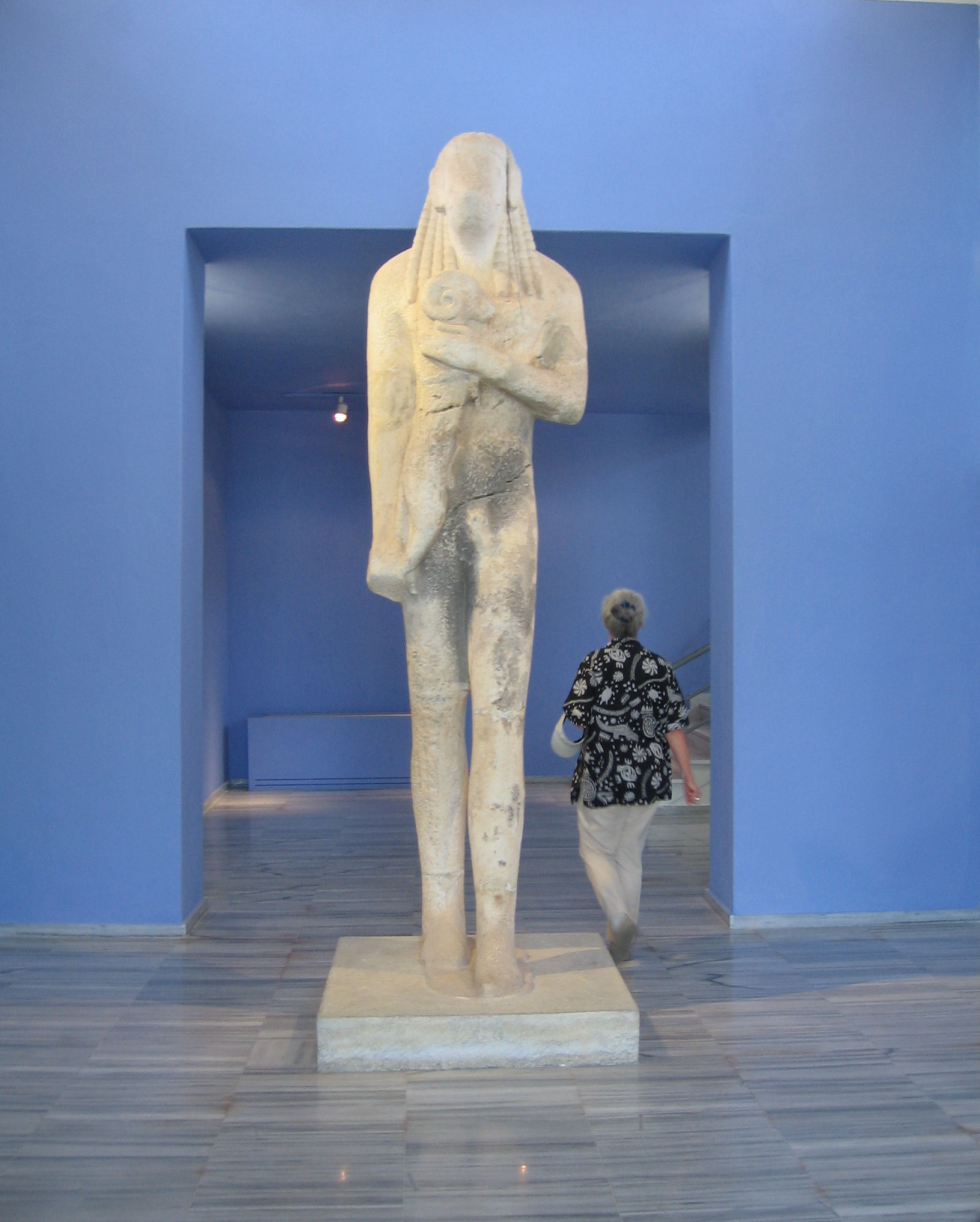
Kouros inachevé, portant un bélier. Trouvé remployé dans un mur de terrasse, sanctuaire d'Apollon Pithien, acropole de Thasos. Début VIe siècle. Marbre, H. 3,50 m. Musée de Thasos.

Une des toutes premières sculptures conservées d'Apollon nu a été réalisée en martelant et en cloutant des tôles de bronze sur une âme de bois, à la fin du VIIIe siècle. Il fait partie d'un groupe de statuettes orientalisantes, avec Létô et Artémis, vêtues, au musée archéologique d'Héraklion. Au VIIe siècle, à l'époque orientalisante, les Grecs apprirent à sculpter la pierre (Temple A, de Prinias et style dédalique : dame d'Auxerre, entre autres) avec des outils de fer et commencèrent à produire des kouroï en pierre calcaire, mais aussi en marbre. Les premiers furent les sculpteurs de Naxos, le marbre y était d'ailleurs plus facile à extraire qu'ailleurs. Puis les autres îles Paros et Samos se mirent à sculpter le marbre pour en tirer des kouroï et bien d'autres sculptures ou marbres à bâtir. En raison du poids de la pierre les sculptures étaient alors taillées sur place et expédiées ensuite au lieu de la commande. On peut ainsi retrouver l'atelier de sculpteur, à Naxos, Paros, Samos ou autre après avoir identifié l'origine du marbre.
L'exemple de l'Égypte a certainement suscité la mode des statues colossales en marbre, qui apparaît durant le dernier tiers du VIIe siècle - dont le Colosse des Naxiens à Délos et le kouros colossal du Cap Sounion, vers 600 - et passe durant le deuxième quart du VIe siècle.

## Plusieurs types dekouroï
Les hasards des trouvailles ont fait que nous connaissons mieux les korés (ou koraï) dédaliques (comme la Dame d'Auxerre, v. 640-630 ?), que leurs équivalents masculins, mais ceux-ci ont bien existé, malheureusement il n'en reste que peu de traces. Une statuette crétoise de Delphes en bronze porte leurs caractères singuliers : une haute ceinture, la chevelure épaisse et le visage triangulaire. Il n'existe guère que des kouroï archaïques.
Le terme peut désigner des sculptures en ronde bosse ou en relief. Plusieurs matériaux ont été employés : le marbre - dès le milieu du VIIe siècle à Naxos - mais aussi une pierre moins rare, dont le pôros, un calcaire tendre que l'on rencontre en Crète, et qui peut être travaillé avec les mêmes outils que pour un bois dur ; ce pôros peut recevoir des décors incisés et peints. Le bronze a été employé, selon la technique de la fonte pleine à la cire perdue pour des statuettes, en raison de son prix et de sa fragilité au delà de 40 cm ; le plaqué bronze, sphyrèlaton, sur bois était possible ainsi que des figures découpées dans des feuilles de bronze jusqu'à la fin de l'archaïsme. Les grands bronzes réalisés suivant la fonte en creux n'apparaissent qu'à l'époque classique, dès le « style sévère » (490-450) et ne concerne donc pas les kouroï. Il a existé aussi des kouroï en terre cuite. Les musées de Marseille conservent la statuette d'un kouros en bois. Marbre, pôros, terre cuite et bois recevaient un décor peint.
Les kouroï sont toujours debout, les bras le long du corps et les poings serrés, mais quelques-uns ont un bras tendu pour présenter une offrande. Ils représentent toujours de jeunes hommes, de l'adolescence au début de l'âge adulte. Ces représentations d'hommes jeunes excluent la représentation de figures âgées ou d'enfants, de traits individuels et de singularités physiques propres à un groupe « ethnique ».

Leur chevelure est toujours stylisée. Leurs épaules larges semblent se conformer à la tradition de la XVIe dynastie qui reprenait cette caractéristique de l'art de l'Ancien Empire égyptien. Leur jambe gauche est légèrement en avant : le poids est également réparti sur les deux jambes. Cette pose était également une quasi constante dans la statuaire égyptienne, tout en étant contraire à l'aplomb naturel. Le canon égyptien dénommé « deuxième canon » était d'ailleurs connu des sculpteurs grecs. Leurs visages montrent l'influence culturelle de la Crète : ils portent des cheveux longs tressés ou ornés de perles à la mode crétoise et leurs yeux ont parfois l'aspect égyptien typique repris par l'art crétois. Les kouroï moins anciens montrent des poses plus naturelles et leur coiffure devient plus typique de la Grèce.
Cependant la plupart des historiens voient dans les kouroï archaïques une invention proprement grecque, se différenciant des statues égyptiennes : par exemple, la statuaire égyptienne possède un pilier gravé d'hiéroglyphes dans le dos jusqu'à la nuque, élément totalement absent de la statuaire grecque ; les statues égyptiennes sont toujours dotées d'un pagne, alors que les kouroï sont, presque toujours, nus.
Les kouroï sont en effet presque toujours nus, le nu en Grèce antique étant précisément codifié. Ils portent tout au plus une ceinture et parfois des bottes. Il existe, néanmoins, un type de kouros drapé - quarante ayant été listés en 2012 -, il faut le souligner, et plutôt en Grèce de l'Est, soit la côte occidentale de l'Anatolie et les îles orientales de la mer Égée. Dans un cas précis, une statue dédiée à un sanctuaire, le choix du vêtement, plutôt que la nudité, correspond à une tradition propre à cette région, l'archipel du Dodécanèse. Par ailleurs, ce type de kouros reste de taille modeste, ne dépassant pas la taille humaine, ce qui le distingue des autres.
Le kouros fragmentaire de l'Ilissós a été découvert en 1930 dans le cours de la rivière Ilissós, à Athènes. Le torse conservé appartient à la statue d'un jeune homme en posture frontale, portant une chlamyde drapée de plis stylisés sur les deux épaules. Des trous sur le haut du torse pourraient indiquer l'attache d'un attribut métallique, peut-être les cordes d'un pétase ou d'un chapeau de voyageur. La chlamyde est également couramment portée par les voyageurs, comme le dieu voyageur, Hermès, mais on ne peut être sûr d'une telle identification.

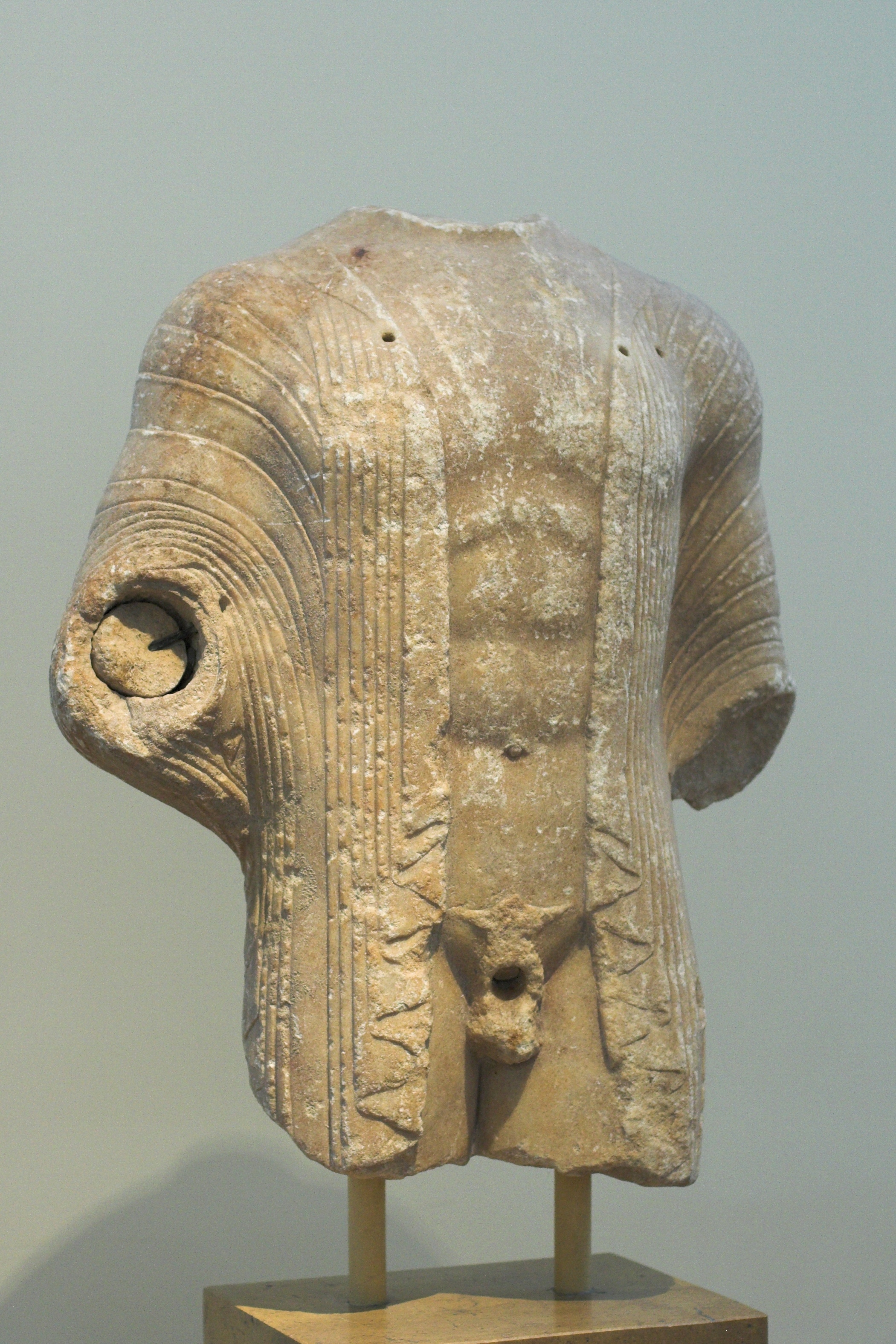
Torse du kouros de l'Ilissos, drapé. vers 500-480. MNArch
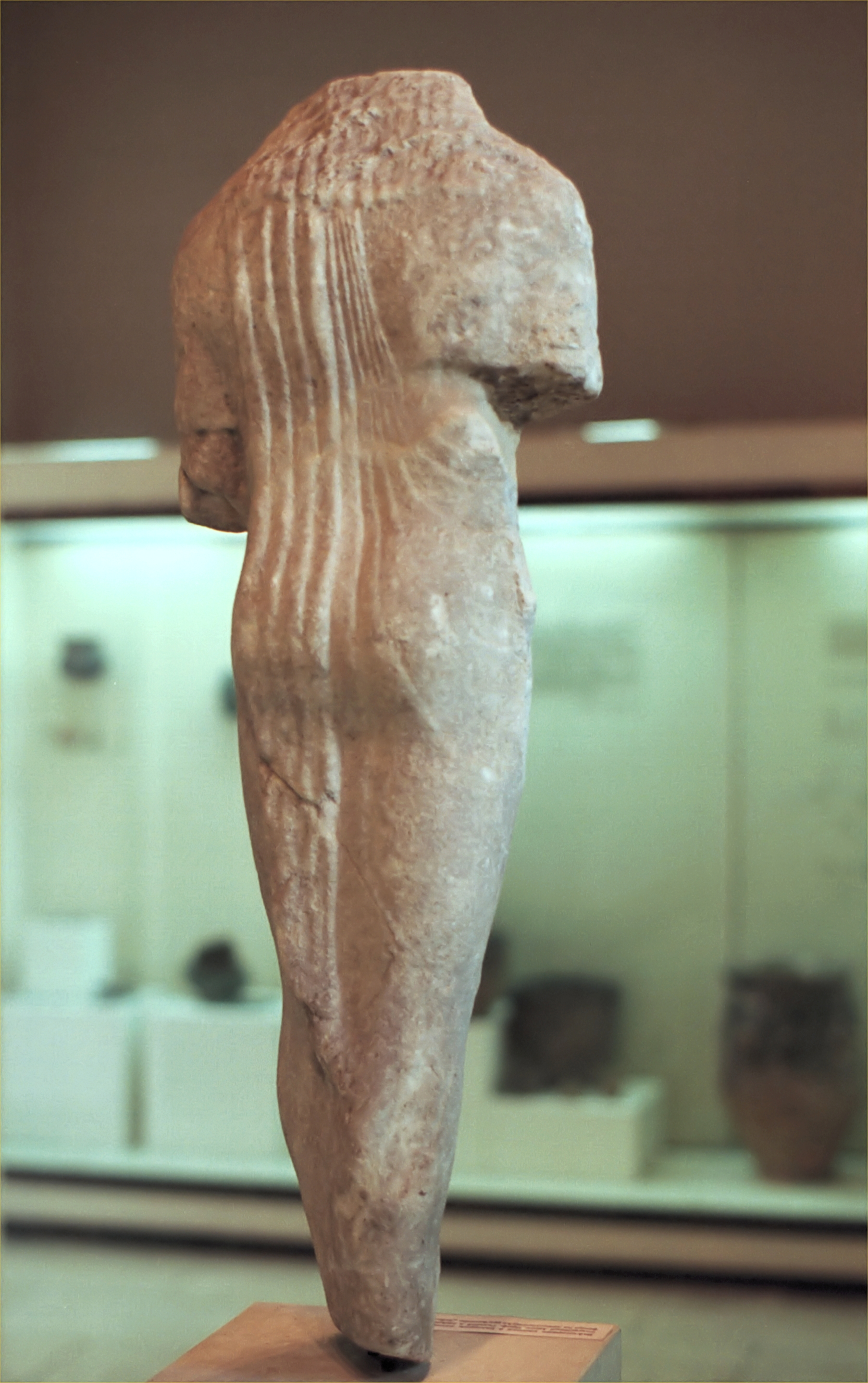
Kouros drapé, fin VIe siècle. Musée archéologique de Burgas (Bulgarie)

Le thème de l'athlète nu apparait aussi sur les stèles funéraires attiques, on en conserve 16 tout au long du VIe siècle, et trois fois plus souvent entre 570 et 535.

## Kouros et société
Kouroï et korés pouvaient avoir un usage, une fonction funéraire, votive ou cultuelle.
Il semble que le kouroï funéraire, en tant qu'image qui renvoie à la personne, "représente" en principe le défunt. De grande taille, elle donne une image glorieuse d'une famille des élites. C'est, pour cette famille et un commanditaire en particulier, une dépense qui doit être tout à son honneur, qui relève son prestige aux yeux de ses contemporains. Le texte gravé accroit encore ce prestige. Il semble qu'aussi, dans le cas d'une offrande dans un temple, certaines statues puissent représenter celui qui consacre la statue au temple, lui même. En principe  ce sont des statues votives dressées en plein air et dédiées aux divinités masculines, tandis que les koraī sont dédiées aux divinités féminines. Les kouroï funéraires, tout comme ceux qui étaient placés dans un sanctuaire étaient, bien sûr, visibles de tous ceux qui avaient accès au cimetière et au sanctuaire. Dans ce sanctuaire, à côté des autres offrandes, le kouros, après le trépied de bronze du VIIIe siècle ou le chaudron à griffons du VIIe siècle, visait à susciter le regard du groupe, fortifier l'image du dédicant, renforcer son prestige tout en lui obtenant une faveur de la déesse ou du dieu. L'individu ne pouvant penser son statut - comme son appartenance à une élite - qu'à travers le regard des autres.

## Contexte

### Le modèle égyptien
Le type du kouros a été élaboré au VIIe siècle à l'imitation des statues égyptiennes. Ce moment correspond au dernier tiers du VIIe siècle, soit les règnes de Psammétique Ier et Nékao II de la XXVIe dynastie.
La création des grands colosses, mise au compte des relations entre Samos et l'Égypte, est déjà bien attestée au VIIe siècle, sous la XXVIe dynastie. Une étude (1996) a mis en évidence le goût pour la sculpture égyptianisante à Chypre et pour le colossal, dès 630. Naucratis étant, à l'époque, le port commercial d'une colonie grecque installée dans le delta du Nil et, d'ailleurs, très proche de la ville dont est originaire la XXVIe dynastie, Saïs. Cette colonie ayant été établie en remerciement de l'aide apporté par les Grecs à Psammétique Ier contre ses rivaux. Diodore de Sicile précise qu'il s'agissait de mercenaires de Carie et d'Ionie. Par ailleurs Sabine Fourrier (2003) a mis en lumière les emprunts aux traditions égyptiennes dans un grand nombre de réalisations des artisans chypriotes dont certaines se sont retrouvées en Grèce de l’Est, à Rhodes, Samos, Milet, mais aussi à Naucratis. L'apport égyptisant des Grecs de l'Est aura donc été déterminant pour un certain nombre de créations grecques archaïques, et pas seulement la grande plastique des koraï.

### Temples et cimetières
Le classement que nous effectuons, en kouros, koré, statue assise, statue équestre, caryatide, ... ne correspond pas aux catégories employées par les anciens Grecs. Pour ceux-ci, « c'était bien plus l'usage des statues qui déterminait les appellations. [En l’occurrence, ici,] kouroi et korés pouvaient être, selon les cas, votifs ou funéraires. »
Kouroï et koraï sont placés dans des lieux semblables. Ces statues étaient, en général, offertes aux temples par de riches citoyens grecs, comme on peut le voir sur les inscriptions de leur base ; ce sont des statues votives, placées devant le temple. C'est d'ailleurs l'époque d'un très grand investissement dans l'édification de temples, d'une cité à l'autre, et avec la permanente rivalité entre commanditaires de ces statues votives. Les kouroï, comme les koraï étaient également placés dans les cimetières pour marquer la tombe de certains citoyens, manifestant ainsi énergiquement la volonté de reconnaissance publique des commanditaires de ces statues. Il faut remarquer que la ronde-bosse funéraire n'a jamais été abondante, et que, d'autre part, à l'époque archaïque on adopte ce type, kouros ou koré, quels qu'aient été l'âge et la profession de l'individu défunt.
Ces kouroï appartiennent au groupe des agalmata, des objets susceptibles de réjouir la divinité du point de vue des Grecs de cette époque. Ce type d'agalma « proclamait la beauté et la vigueur éphémère des mortels, par delà les particularités de l'apparence et de l'existence. ».

### Fonctions de ces commandes

#### Contexte

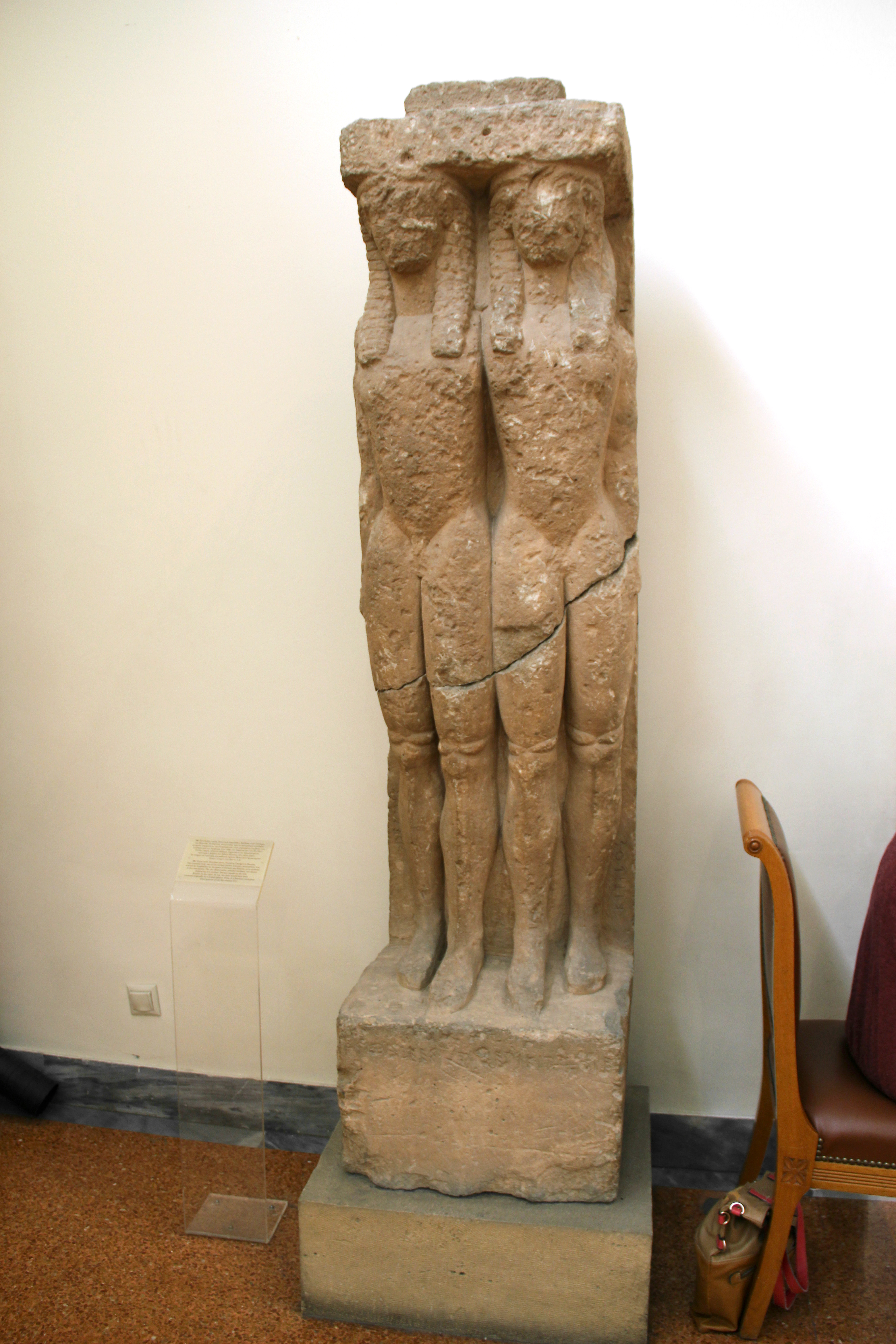
Stèle funéraire à Dermys et Kitylos par Amphalkes. Tanagra, Béotie. Pierre de Poros, très haut relief, vers 600. NAMA Athènes

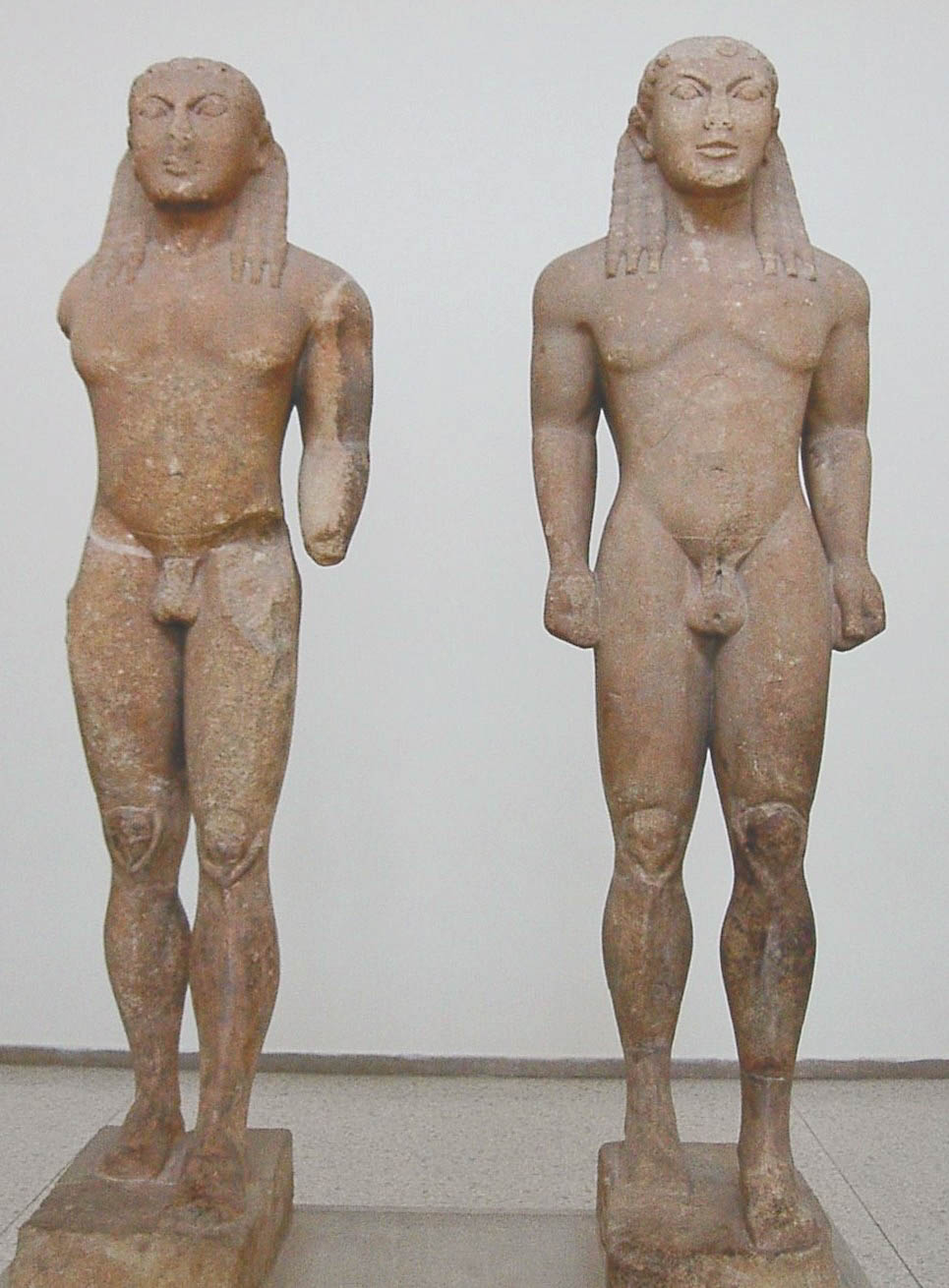
Cléobis et Biton, les kouroi jumeaux de Delphes.

La stèle funéraire en très haut relief, placée sur la tombe des deux jeunes hommes, Dermys et Kitylos, leur a été dédiée par Amphalkes ; une inscription gravée dans la base qui leur est commune en témoigne. La stèle a probablement été couronnée par un sphinx, suivant l'usage de cette époque. C'est la plus ancienne de ce type actuellement conservée intégralement. Avec cette pose qui rappelle la sculpture égyptienne, et la schématisation dédalique des corps cette stèle participe de la fin de l'époque orientalisante.
Les deux kouroï jumeaux, connus sous le nom de Cléobis et Biton, découverts fragmentés hors de tout contexte d'origine, sont conservés à Delphes. Datés sur des critères stylistiques d'environ 580, ils ont été interprétés comme la représentation de deux héros semi-mythiques d'Argos. Dans ce cas, ces kouroï typiques évoqueraient la piété filiale (aux dieux, ici Héra) et une force physique exemplaire. Mais une autre lecture est possible. Il s'agirait de Castor et Pollux et, dans ce cas, ils incarneraient le symbole des jeunes gens en âge de porter les armes. Si l'on pensait qu'il s'agissait d'un ex-voto offert à un temple d'Héra, dans cette nouvelle interprétation la fonction initiale resterait une énigme. L'absence de contexte pose donc de graves difficultés pour envisager la fonction d'un tel ensemble archéologique.
De nombreuses statues ont été fragmentées et remployées, la base étant moins "mobile" que le reste de la statue. Il n'empêche que le lieu d'origine importe beaucoup pour tenter de cerner la production des ateliers, la fonction d'une statue, fonction initiale, ou secondaire lorsqu'elle a été déplacée avec soin. Mais le contexte géographique de la sculpture ne détermine pas nécessairement la localisation de l'atelier, puisque ceux-ci se déplaçaient.

#### Dédicace

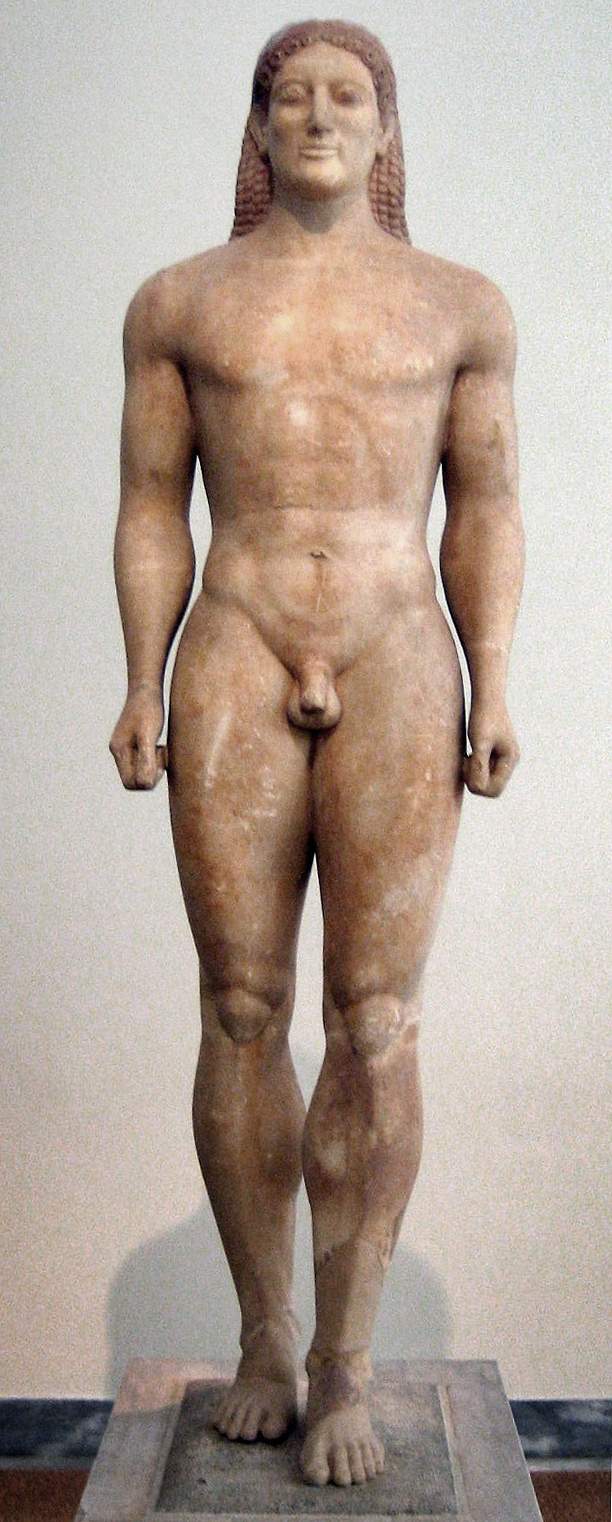
Kouros de Kroisos, découvert à Anavyssos. Marbre de Paros, H. 1,94 m. V. 530-520. MNArch Athènes

La dédicace peut donner des indices bien plus précis. Un des kouroï les plus connus se dressait dans la nécropole d'Anavyssos sur la tombe de Kroisos, un soldat athénien. L'inscription sur la statue indique : « Arrête-toi et aie pitié devant la marque de Kroisos mort, que le violent Arès fit périr au premier rang du combat. » On a affaire, ici, à un monument funéraire. D'autre part, le mot σῆμα (sêma), « signe, marque » nous montre qu'il s'agit d'une représentation symbolique de Kroisos et non d'un portrait ; mais même idéalisée, il s'agit bien de l'« image » du défunt. La présence de certaines dédicaces sur des kouroï nus ou drapés, de Grèce de l'Est, permet de penser que certaines de celles offertes à des sanctuaires auraient, elles aussi, été conçues pour représenter - en tant qu'« image » - celui qui consacrait la statue, comme les kouroï funéraires. Il faut entendre le mot « image » comme un vecteur, plus ou moins symbolique, entre celui qui regarde et celui que l'image représente.

#### Commandes et commanditaires
Au VIe siècle, certains kouroï atteignent trois ou quatre fois la taille humaine. Les plus grands furent produits pour le grand sanctuaire de la déesse Héra de Samos, fondé par le tyran Polycrate. Un de ces kouroï, géant de cinq mètres de haut, est le plus grand jamais retrouvé : découvert en 1981, il est conservé au musée archéologique de Samos. Une inscription sur sa droite laisse penser que la statue a été dédiée à Héra par un noble ionien nommé Ischès. Ces nobles avaient donc de sérieux mobiles pour engager de tels frais. De telles commandes révèlent leur fonction sociales pour des commanditaires en recherche de gloire.
La plupart des kouroï furent commandés par des aristocrates pour être offerts aux temples, ou bien par des familles d'aristocrates pour les placer sur leurs tombes. La sculpture en marbre était très coûteuse et seuls les plus riches pouvaient se permettre de payer des sculpteurs pour créer de telles œuvres. Les kouroï sont des motifs de gloire, et ainsi l'opportunité d'un statut social enviable. En effet, « pour les Anciens, les statues étaient, non pas les témoins d'une production artistique en constant renouvellement, mais plutôt l'expression de commanditaires soucieux d'offrir à la communauté l'image de leur réussite ou de leurs ambitions sociales. » Ces sculptures peuvent donc être vues aussi comme des documents historiques à part entière. De ce point de vue, l'artiste aurait retiré du prestige par son talent à avoir su mettre en forme les désirs et les projets de son client, le désir d'obtenir la gloire et un statut social, lequel pouvait ainsi être constamment remis en cause par ce "jeu".

#### Rituels
Les cérémonies célébrées dans les sanctuaires grecs rassemblaient la jeunesse de l'élite, jeunesse qui faisait la fierté de leurs familles. Elle participait à la procession et à la danse qui couronnaient les grandes fêtes aux divinités. L'élite grecque offrit d'abord les images de jeunes hommes, et seulement ensuite, apparu le type de la jeune fille, à Délos. Les statues de jeunes filles portaient des vêtements somptueux et vivement colorés, les jeunes hommes montraient leur vigueur. Ces images « immortelles » de corps jeunes et beaux offraient donc un spectacle réjouissant et permanent auprès des dieux. « Le caractère précieux de ces statues honoraient le dieu comme les jeunes gens et jeunes filles l'honoraient de leur présence : ici, image et rituel coïncident ».
Pour ce qui est de Délos, on a supposé que ces statues en offrande aux temples auraient été déposées dans l'enceinte du sanctuaire, devant l' oikos des Naxiens.

#### De la commande privée à la commande publique: les successeurs deskouroï

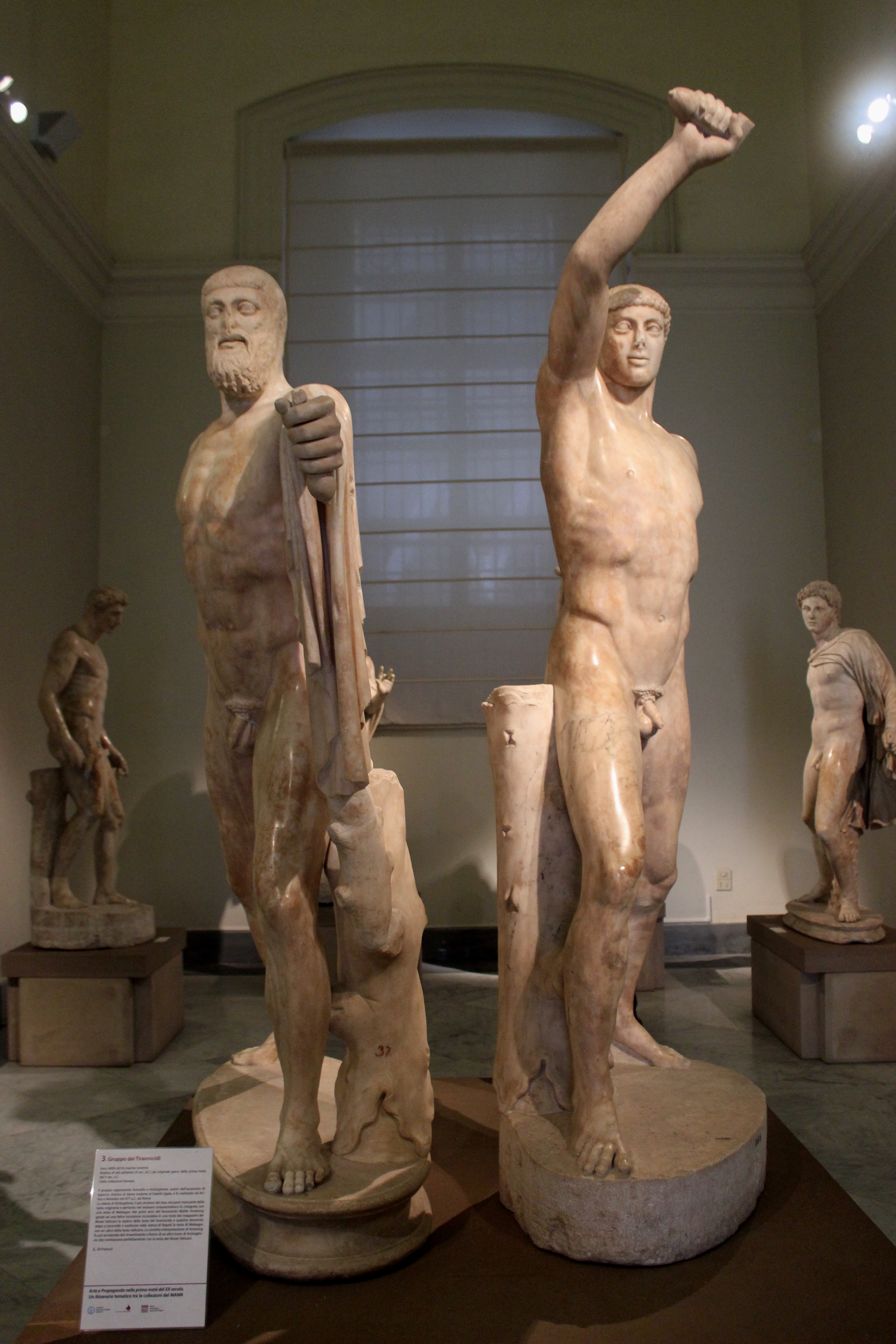
Harmodios et Aristogiton, les Tyrannoctones : copie du monument athénien de -477, découverte à la villa d'Hadrien. Musée archéologique national de Naples.

À la fin du VIe siècle, les kouroï ont cédé leur place à des sculptures plus anatomiquement naturalistes, comme celles des Tyrannoctones, morts en 514 alors qu'ils venaient de mettre à mort le tyran d'Athènes, Hipparque. Son fils, dernier tyran, fut chassé de la ville quatre ans plus tard. Le groupe, dont on peut admirer la reconstitution par l'assemblage de deux copies différentes en marbre, avait été réalisé en bronze. Ce groupe fut érigé à Athènes, vers 477. Ces statues célèbrent donc a posteriori l'avènement de la démocratie athénienne, marquant, sur l'Agora le remplacement de la culture des kouroï et du système aristocratique qui l'accompagnait. L'agora d'Athènes ne servait qu'aux rares séances qui devaient réunir l'Assemblée plénière censée représenter le « peuple au complet ». Il va sans dire que ce ne sont pas des portraits, les protagonistes étaient morts depuis longtemps, mais il s'agit d'un monument mémoriel à fonction éminemment politique. Par ailleurs, ce monument (réalisé par les sculpteurs Critios et Nésiotès) remplaçait un original (œuvre d'Anténor, dès 510) qui avait été détruit par les Perses. Le monument relevait aussi l'offense perpétrée par les ennemis d'Athènes.

## Solutions stylistiques
Le classement stylistique et chronologique qui suit, proposé par Gisela Richter (1882-1972) en 1929,, spécialiste de l'époque archaïque, distingue six périodes, de 615 à 485.
Mais « le caractère arbitraire et naïf » de la chronologie de Gisela Richter a été depuis longtemps critiquée par les spécialistes. Elle suppose que la sculpture grecque aurait eu le projet, dès l'origine, de reproduire l'apparence du réel, comme s'il s'était agit, « d'une marche progressive vers la mise en conformité du corps statuaire au corps réel ». Et dans cette vision les termes employés, « convention », « simplification », « schématisation » correspondent bien à une orientation a priori où la sculpture archaïque serait « intentionnellement réaliste dès l'origine » mais résultat d'une soi-disant insuffisance du savoir-faire. Or les documents nous indiquent malheureusement le contraire, au moins jusqu'au début du Ve siècle. Ils ne sont pas des « brouillons » successifs du Doryphore.
On ne peut y voir non plus les indices de démarches individuelles de sculpteurs lancés dans une rivalité, voire une course à qui parviendra le mieux à résoudre tel problème pour une représentation la plus réaliste possible. Il s'agit plutôt de stylisations que l'on peut reconnaître autant sur les métaux, la pierre et la terre cuite ainsi qu'à des moments différents de la période archaïque. Ainsi des sculptures réalisées dans ces différents matériaux et considérées comme étant contemporaines adoptent des stylisations radicalement opposées. Alors que telle stylisation va se retrouver, par exemple sur un autre matériau, mais à une autre époque, antérieure ou postérieure. En fait, ces différences de style ont permis aux cités qui les avaient mis au point « d'affirmer leur identité propre et de se distinguer les unes des autres ».
Le classement qui suit, dont les datations sont à revoir, est donc à prendre avec la plus grande réserve.
 (avril 2022).

### Groupe de Sounion (615-590)
Les dates de cette période sont approximatives, vers la fin du VIIe - début VIe siècle, que Richter déduit de la durée de développement nécessaire pour les générations précédentes du groupe Ténéa-Volomandra, daté le plus solidement. De plus, elle note une similitude de la sculpture de cette époque avec la poterie athénienne primitive, en particulier l'amphore de Nessos et les figures humaines sur les amphores à chevaux. Elle détecte également une ressemblance entre les kouroi New York-Sounion et une pyxide corinthienne précoce du dernier quart du septième siècle. Les œuvres notables de l'époque comprennent les kouros de New York (MET 32.11.1), de Dermys et Kittylos (NAMA 56), les Jumeaux de Delphes (Musée de Delphes 467 et 1524), le kouros de Sounion et le colosse de Délos.
La conception de la forme dans cette période est abstraite et géométrique, l'accent est mis sur la forme architecturale et l'interrelation des parties qui ont favorisé le motif expressif sur le réalisme. Les figures montrent les quatre faces du bloc dont elles sont sculptées, leur forme est cubique avec des détails incisés, et leur anatomie n'est que partiellement comprise. L'harmonie et le modèle expressif sont le but, et en tant que telles, les proportions sont anormales. Le torse est à quatre côtés et plat, le dos est plus haut que la poitrine avec la colonne vertébrale exprimée en ligne droite. Le crâne n'est pas développé, plat à l'arrière et souvent sur le dessus.
L'oreille est sculptée dans un seul plan et très stylisée. Le tragus est en forme de bouton, sur la joue ou le lobe. L'anti-tragus n'est pas indiqué. Les yeux sont grands et plats, le canthus n'est pas marqué, la caroncule lacrymale n'est pas indiquée. La bouche est horizontale, avec les lèvres sur le même plan et les coins de la bouche formant des dépressions triangulaires. Les cheveux sont disposés en tresses parallèles perlées, qui irradient rarement du sommet. Les sterno-mastoïdes, lorsqu'ils sont marqués, sont indiqués par des rainures allant jusqu'à l'encoche sternale. Il n'y a aucune indication de gonflement du trapèze sur le contour des épaules. Les clavicules sont des crêtes plates sur toute la longueur des épaules. La ligne médiane est parfois marquée par une rainure de l'encoche sternale au nombril. La limite inférieure du thorax a la forme d'une arche pointue.
Le rectus abdominis est formé de trois divisions transversales ou plus au-dessus du nombril. Le nombril est généralement un bouton dans une rainure circulaire. Le serratus magnus n'est pas indiqué. Les omoplates sont délimitées par des rainures sur la surface du dos. La fixation des épines érectrices à la partie postérieure de la crête iliaque est parfois indiquée par des rainures dans les régions lombaires. L'avant-bras est en supination, la paume vers le corps. Les bras sont souvent séparés du corps entre l'aisselle et la main. Les pouces sont grands. Le vastus internus descend à peu près au même niveau que le vastus externus, le tibia est vertical et les malléoles sont de niveau. Le poids est réparti uniformément sur les deux jambes et les flancs sont de niveau.
Richter déduit les dates approximatives de cette période de la durée de développement nécessaire pour les générations précédentes de Tenéa-Volomandra. On note la similitude de la sculpture des kouroi avec la poterie athénienne contemporaine, comme l'amphore de Nessus (NAMA 1002).
Ce premier groupe est un groupe colossal, caractérisé par des muscles très graphiques et divisés de manière arbitraire. Les lignes de l'ossature sont très nettes, avec très peu de volume pour les chairs et les muscles. Le visage, traité en trois plans (de face et des deux côtés), est encadré par la chevelure en mèches perlées.
Richter déduit les dates approximatives de cette période de la durée de développement nécessaire pour les générations précédentes de Tenéa-Volomandra. On note la similitude de la sculpture des kouroï avec la poterie athénienne contemporaine, comme l'amphore de Nessus (NAMA 1002).
Ce premier groupe est un groupe colossal, caractérisé par des muscles très graphiques et divisés de manière arbitraire. Les lignes de l'ossature sont très nettes, avec très peu de volume pour les chairs et les muscles. Le visage, traité en trois plans (de face et des deux côtés), est encadré par la chevelure en mèches perlées.
- Le Kouros de Sounion (Musée national d'Athènes) est légèrement de biais sur sa base. Les clavicules sont horizontales et nettement notées, de même que la ligne pectorale, l'aine et la rotule. Des lignes obliques dans le dos marquent les omoplates, les côtes, et la ligne arrière du bassin. Le bourrelet des hanches est prolongé arbitrairement sur les fesses ;
- Tête du Dipylon (Musée national d'Athènes) : les yeux, à fleur de paupière et sans détails, immenses, occupent la moitié du visage ; les oreilles très stylisées, en doubles volutes décoratives, sont conventionnelles. La chevelure en mèches perlées est traitée en arrondi, répondant à l'harmonie du visage ;
- Kouros de la porte Sacrée. Kouros archaïque en marbre, trouvé en 2002, dans le mur de Thémistocle, près de la porte Sacrée, au Céramique, 600 / 590. Musée archéologique du Céramique.
- Kouros de New York, Metropolitan Museum of Art, MET 32.11.1 ;
- Dermys et Kittylos, NAMA 56 ;
- Kouroi de Delphes (Cléobis et Biton) ;
- Kouroi de Délos (une dizaine de kouroi recensés).

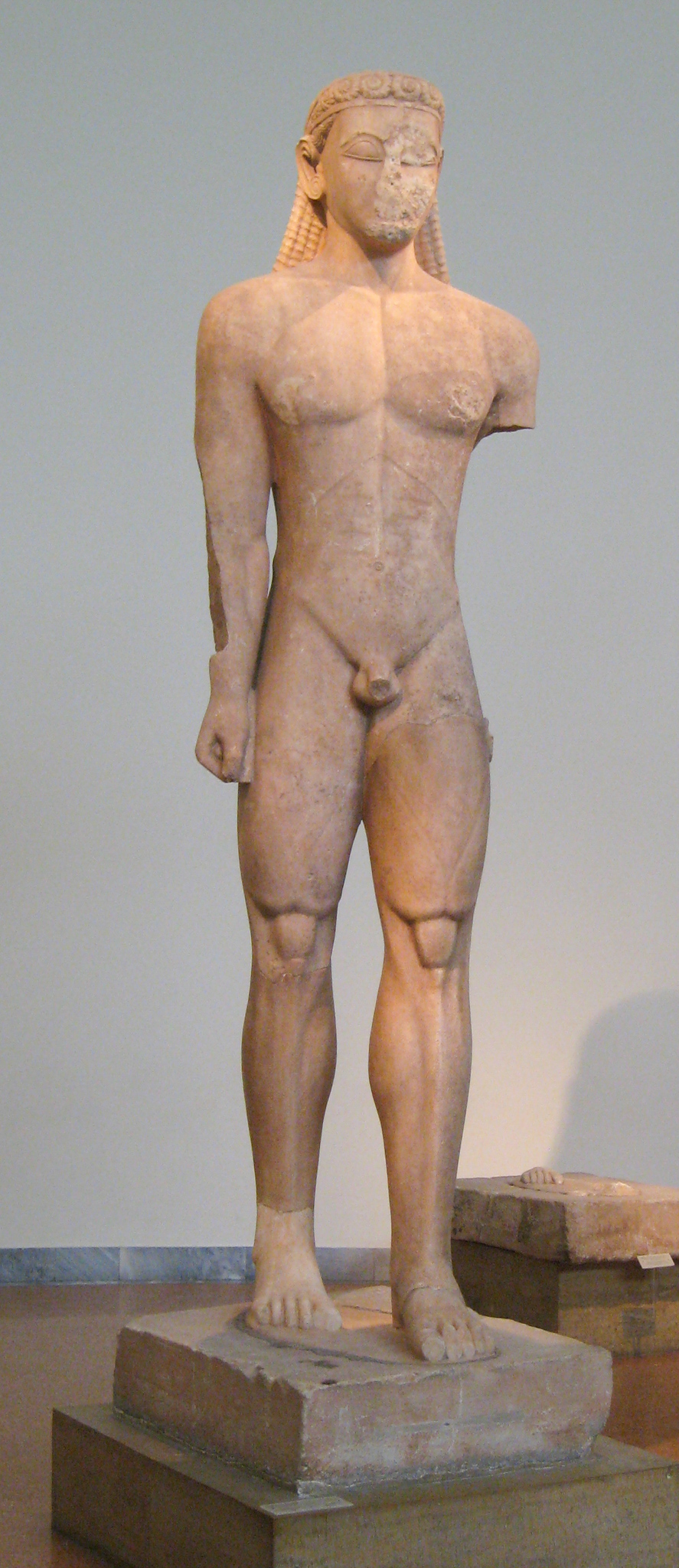
Kouros du cap Sounion, 3,05 m, vers −600, NAMA 2720.
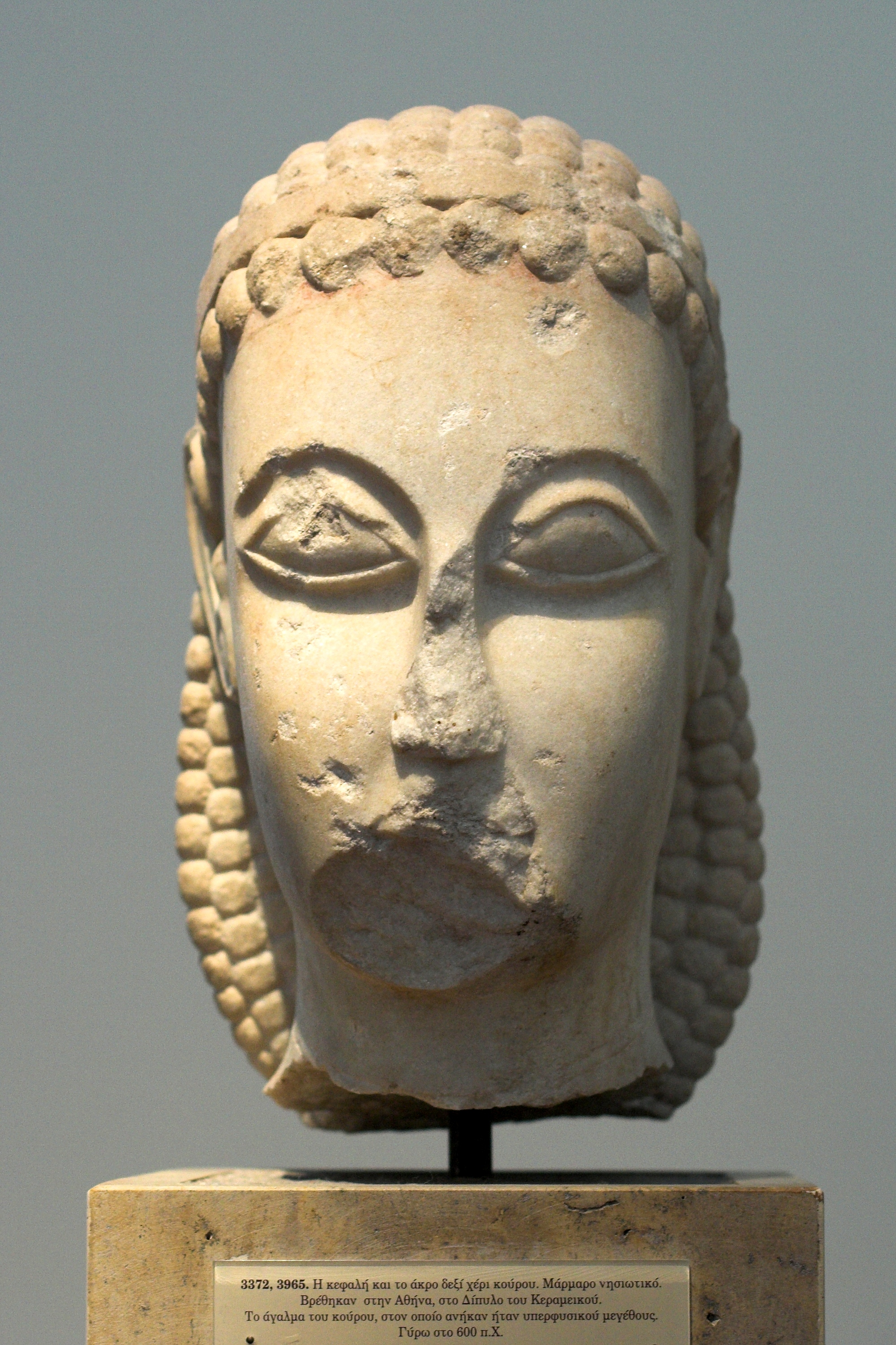
Kouros du Dipylon NAMA 3372
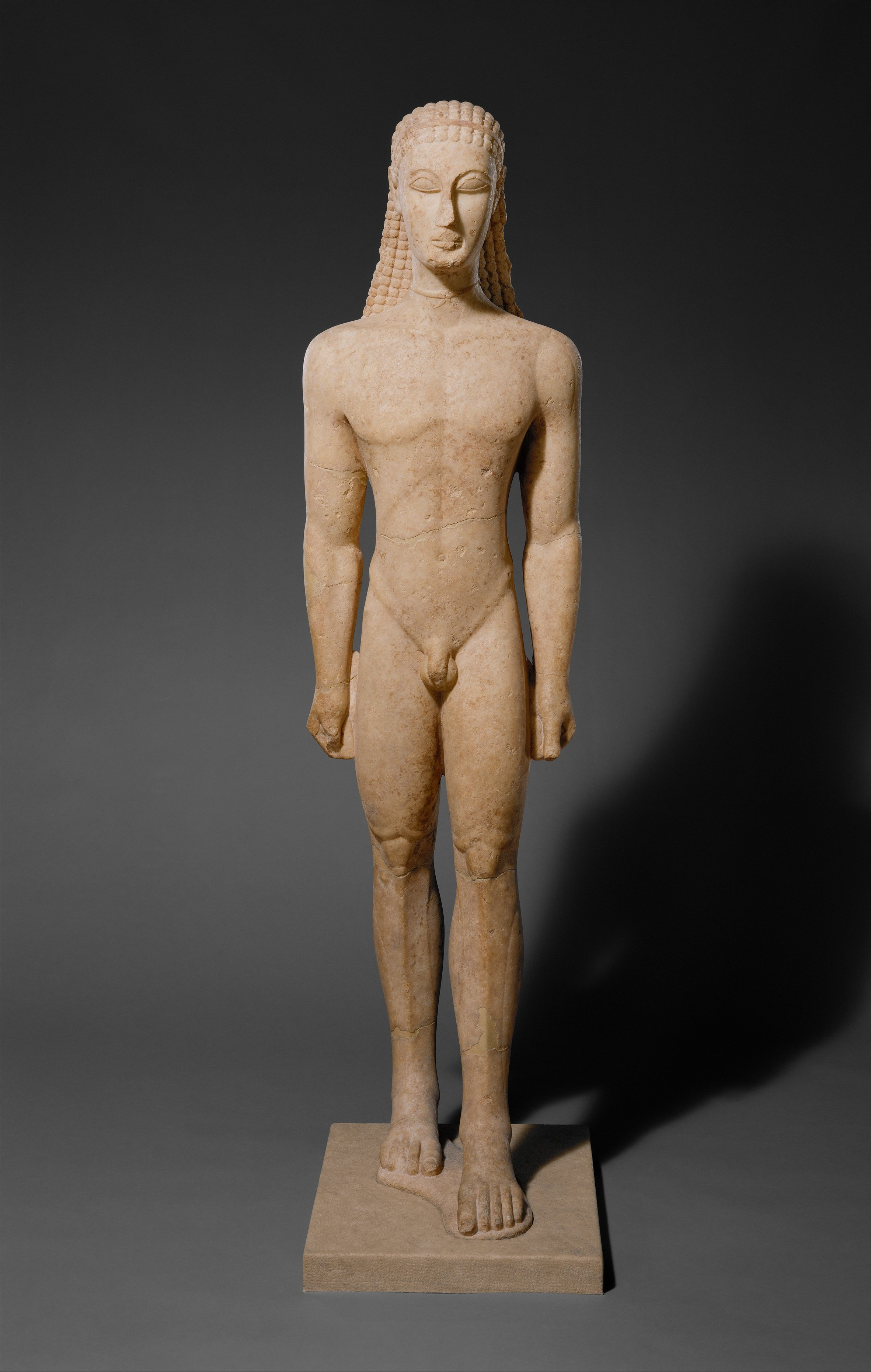
Kouros de New York, 1,80 m, vers 590.
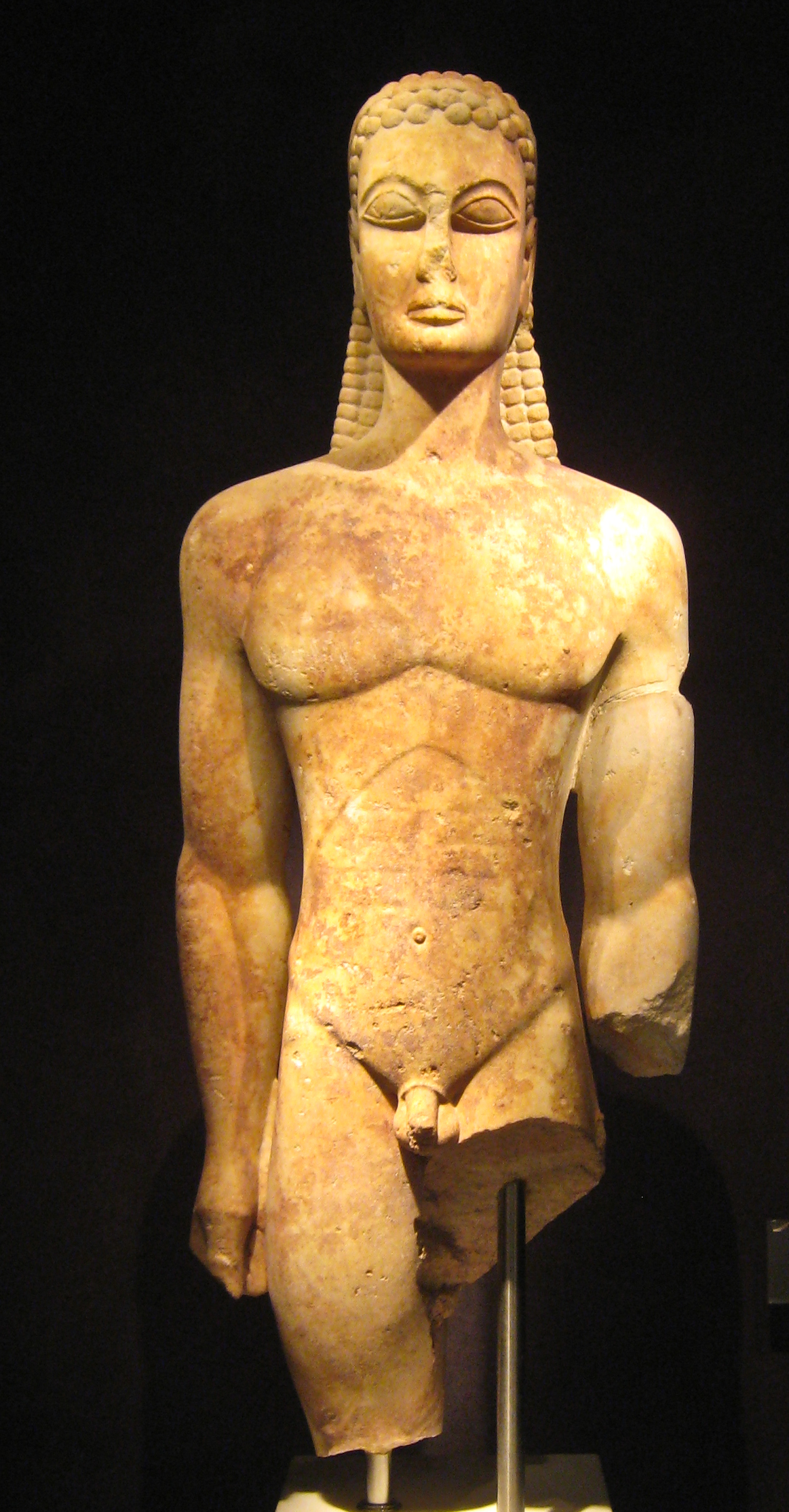
Kouros de la porte Sacrée. Musée archéologique du Céramique.
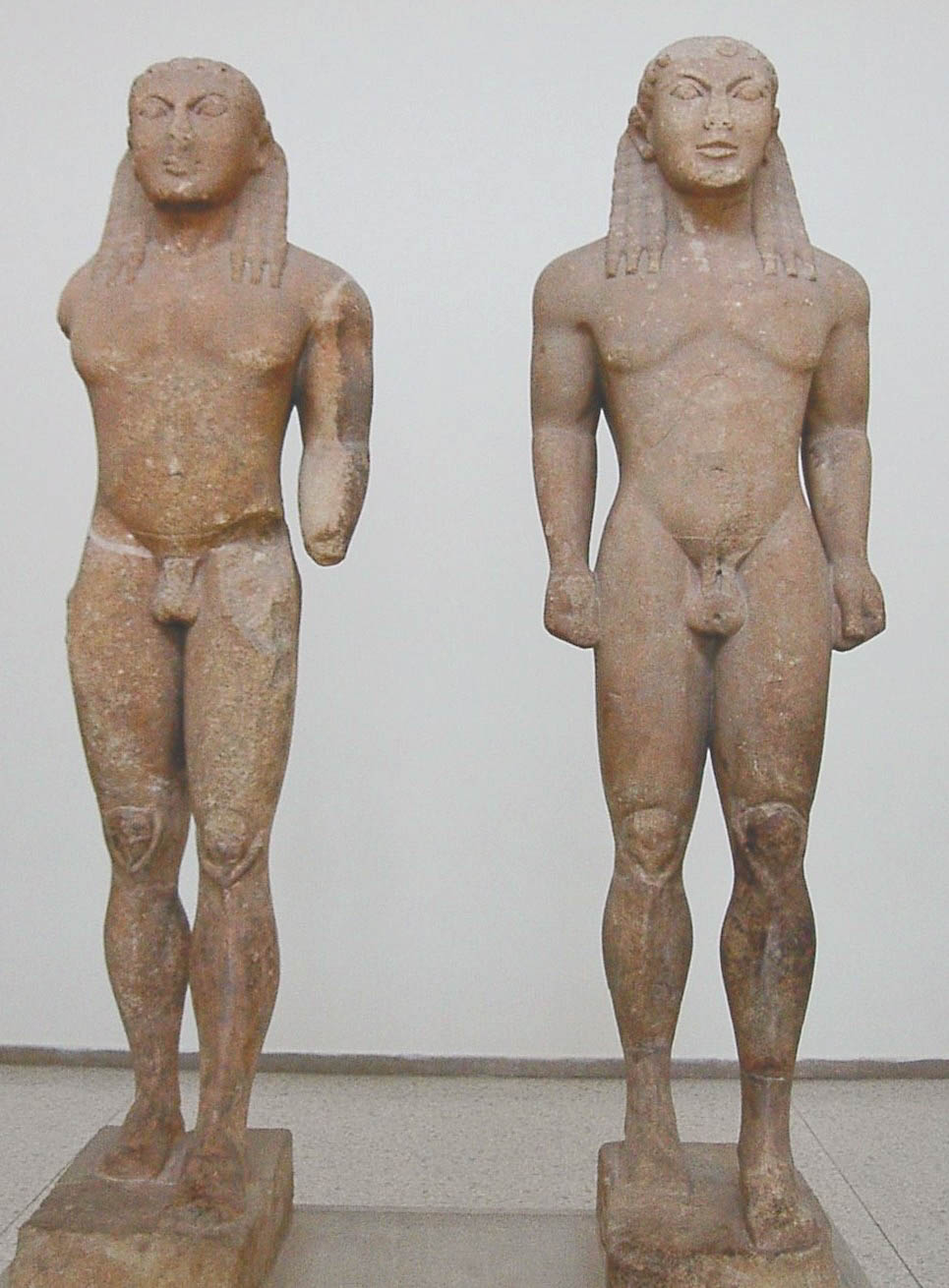
Les jumeaux de Delphes : Cléobis et Biton.

### Groupe d'Orchomène - Théra (590-570)
La production est limitée en Attique durant cette période, avec peut-être seulement deux œuvres identifiables (NAMA 3858 et 4181) jusqu'au deuxième quart du siècle. La cause pourrait en être la réforme de Solon et les restrictions qu'elles impliquent sur l'extravagance des funérailles privées. L'activité est alors plus vigoureuse en Béotie, en particulier dans les sanctuaires de Ptoon et à Orchomène, avec le kouros NAMA 9. Aussi Corinthe et Actium produisent les meilleurs exemples de cette période (Louvre MNB 767), détaillant encore les traits sous la forme de rainures et de crêtes, mais on constate le début de la modélisation dans toute la rondeur de la forme naturelle.
L'une des œuvres les plus accomplies du moment est le kouros de Théra (NAMA 8), plus doux et moins musclé dans la modélisation : il apparaît plus ionien que dorien, alors que Théra était une colonie dorienne. Nous ne pouvons déduire la chronologie de cette période que si les dates pour les groupes Sounion et Volomandra sont correctes, car il n'y a aucune preuve externe pour la datation de ce style ; cependant, nous pouvons utilement comparer les visages avec ceux de la peinture de vases du Corinthien moyen (600 - 575) qui partagent la même expression solide, le crâne aplati, les grands yeux et la bouche horizontale.
Ce groupe est caractérisé par un retour à la taille naturelle. L'angle interne de l’œil est traité. Le sourire archaïque, qui relève les commissures des lèvres, apparaît et anime le visage. Les avant-bras commencent à se rabattre vers l'intérieur. Les pectoraux, moins bas, sont modelés, mais l'aine est toujours étroite et conventionnelle.
L'oreille est toujours sculptée dans un seul plan, mais moins stylisée. Les yeux ne sont pas aussi grands qu'auparavant et plus arrondis. La bouche est horizontale, mais plus toujours dans un seul plan. Les légères protubérances des flancs sont parfois prolongées en une crête en forme de ceinture. Le sculpteur marque parfois la colonne vertébrale antérieure de la crête. Les omoplates sont désormais en plans surélevés séparés. Les érecteurs verticaux sont parfois indiqués comme des plans en relief. Les bras sont généralement joints au corps. La dépression sur le grand trochanter est généralement omise. Les tibias se courbent parfois vers l'intérieur. Le flanc gauche est parfois placé légèrement en avant.

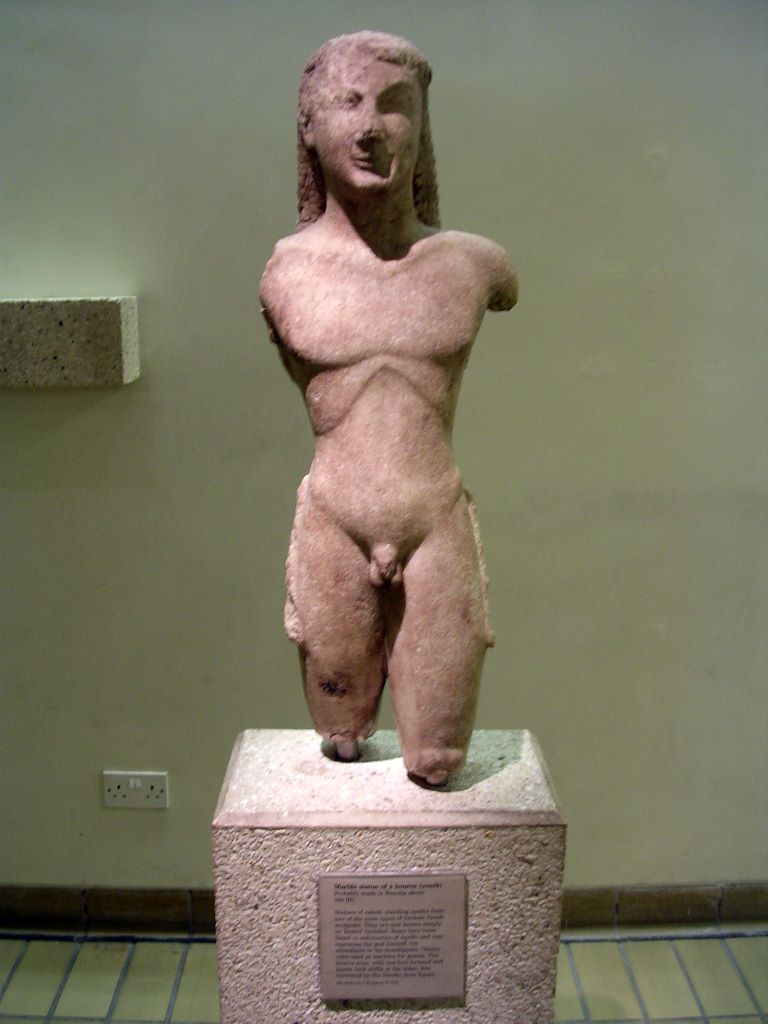
Kouros d'Orchomène. British Museum, BM474.
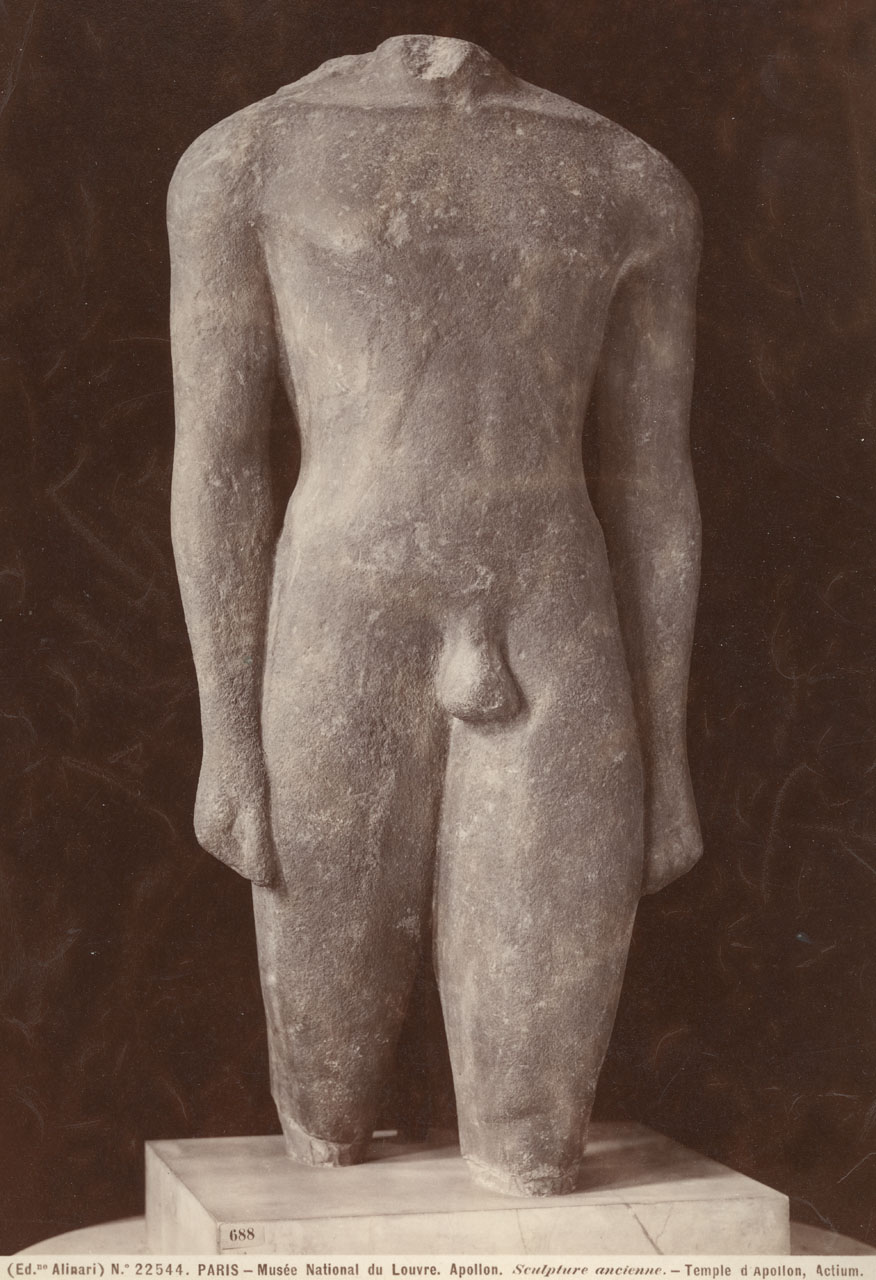
Kouros d'Actium. Musée du Louvre, MNB 767.
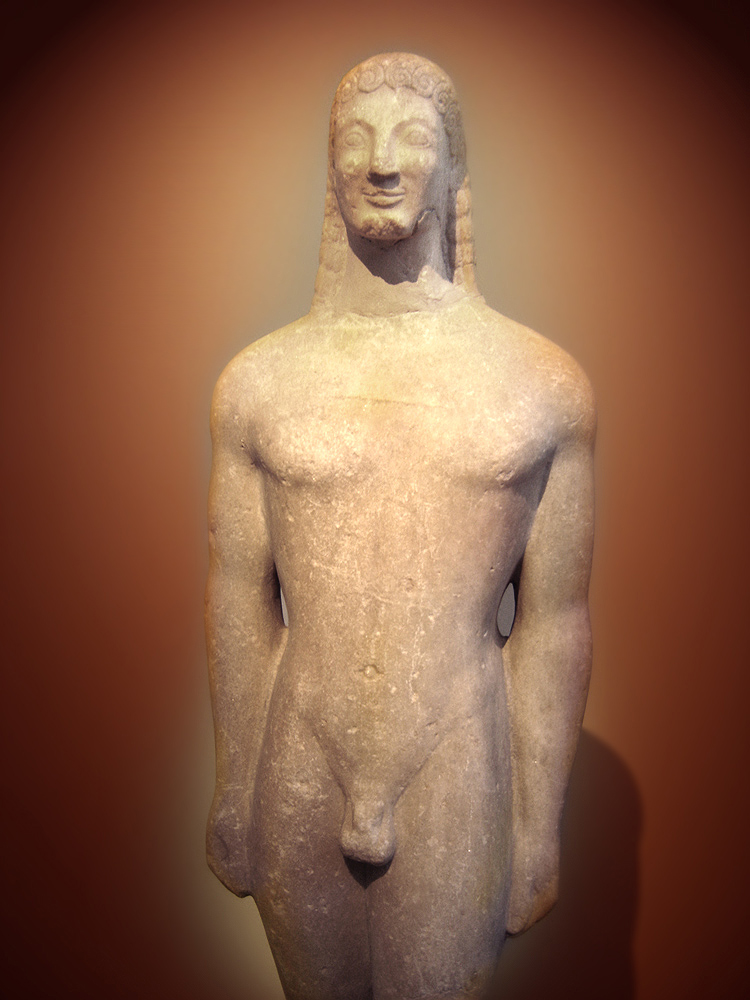
Kouros de Théra, NAMA 8.

### Groupe de Ténéa - Volomandra (575-550)
Ce groupe tient son nom d'un kouros attique trouvé à Volomandra (NAMA 1906) et d'un spécimen corinthien de Ténéa (Munich 168) : cette période marque la floraison du style archaïque moyen, et ces kouroi sont contemporains d'œuvres telles que la Korè debout de Berlin, le Moschophore et le fronton à la barbe bleue. Il y a une tension observable dans ce groupe, entre la qualité architectonique solide des premiers styles et les possibilités expressives d'un naturalisme vigoureux et fluide. Les nouveautés anatomiques de cette époque sont les suivantes : l'oreille est sculptée en plusieurs plans ; un cercle est désormais indiquée dans l'œil. Les lèvres se courbent vers le haut et se rejoignent plus ou moins aux coins, la lèvre supérieure dépassant sur la partie inférieure. La construction du cou est généralisée, les sterno-mastoïdes lorsqu'ils sont indiqués sont marqués par des formes légèrement modelées. Sur la ligne médiane, une rainure, le long du sternum, est généralement remplacée par des formes modélisées et seule la linea alba est marquée uniquement par une rainure. La limite inférieure du thorax prend la forme d'une arche quelque peu arrondie. Il y a une légère indication du renflement oblique externe de la crête iliaque. Les omoplates sont indiquées comme des formes modélisées. Les muscles érecteurs du rachis (erector spinae) sont parfois modelés. La taille du pouce est normale. Le muscle de la jambe vastus internus descend plus bas que le vastus externus. Les tibias se courbent vers l'intérieur. La malléole externe est plus basse et plus en arrière que la malléole interne. Les petits orteils s'inclinent vers l'intérieur. Les os métatarsiens sont légèrement indiqués.
La chronologie absolue de cette période est fournie par la dédicace de Rhombos sur le Moschophore, qui peut appartenir à la même époque qu'un décret faisant référence à la Panathénée de 566. Le Moschophore est stylistiquement similaire au début de ce groupe, nous donnant une limite supérieure approximative de 570. De plus, le garçon agenouillé en terre cuite trouvé dans un puits de l'Agora et daté par sa strate de tessons de poterie à figures noires d'environ -550 partage les yeux plats en amande, l'absence de trapèze et l'arc pointu de la partie inférieure du thorax qui caractérise la fin de Ténéa-Volomandra, nous fournissant une limite inférieure provisoire pour ce style.
- Kouros corinthien de Ténéa (Glyptothèque de Munich) : ses épaules sont tombantes, et on distingue une dissymétrie des cuisses.

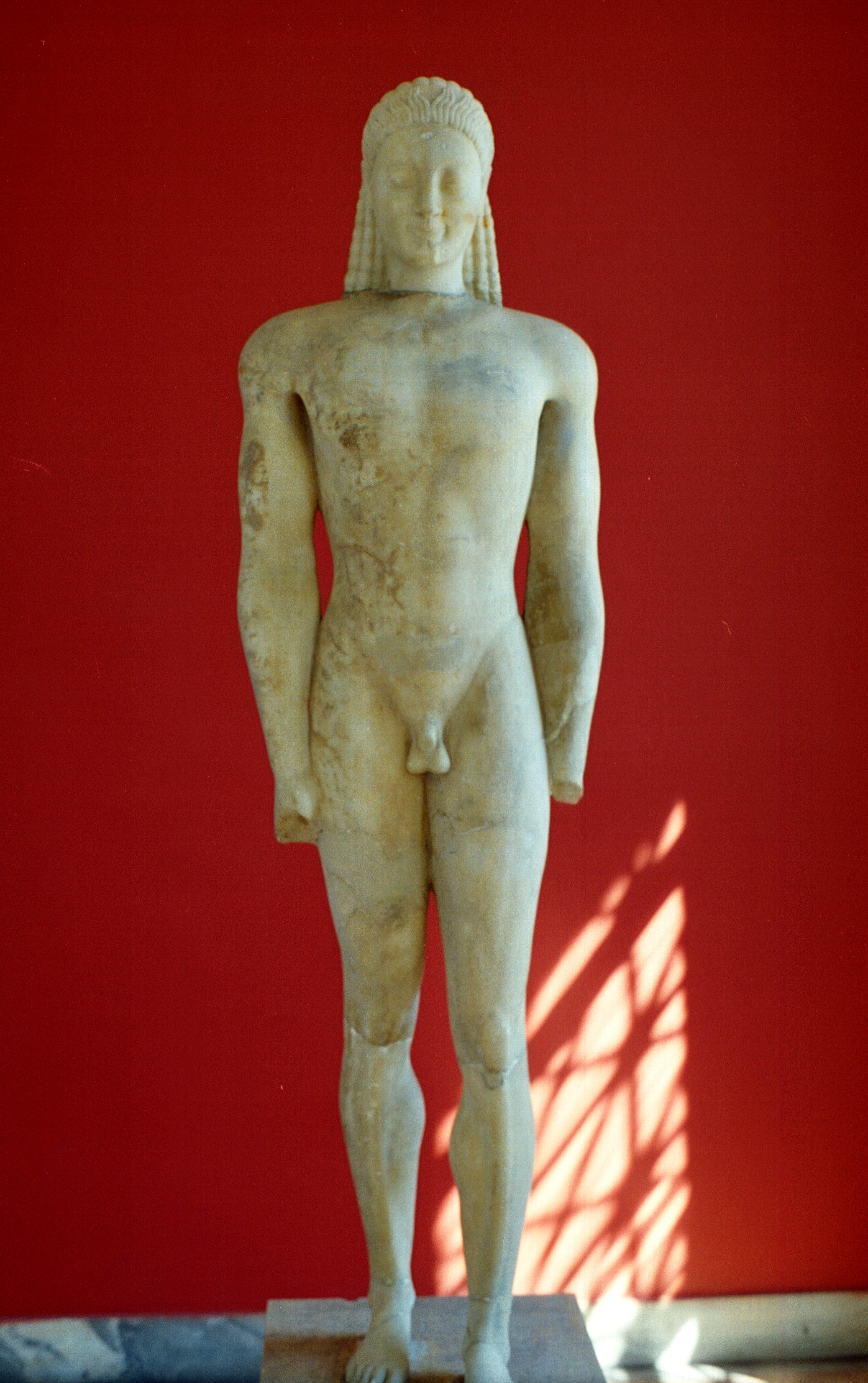
Kouros de Volomandra, vers -550 , NAMA 1906. Trouvé à Volomandra, Attique.
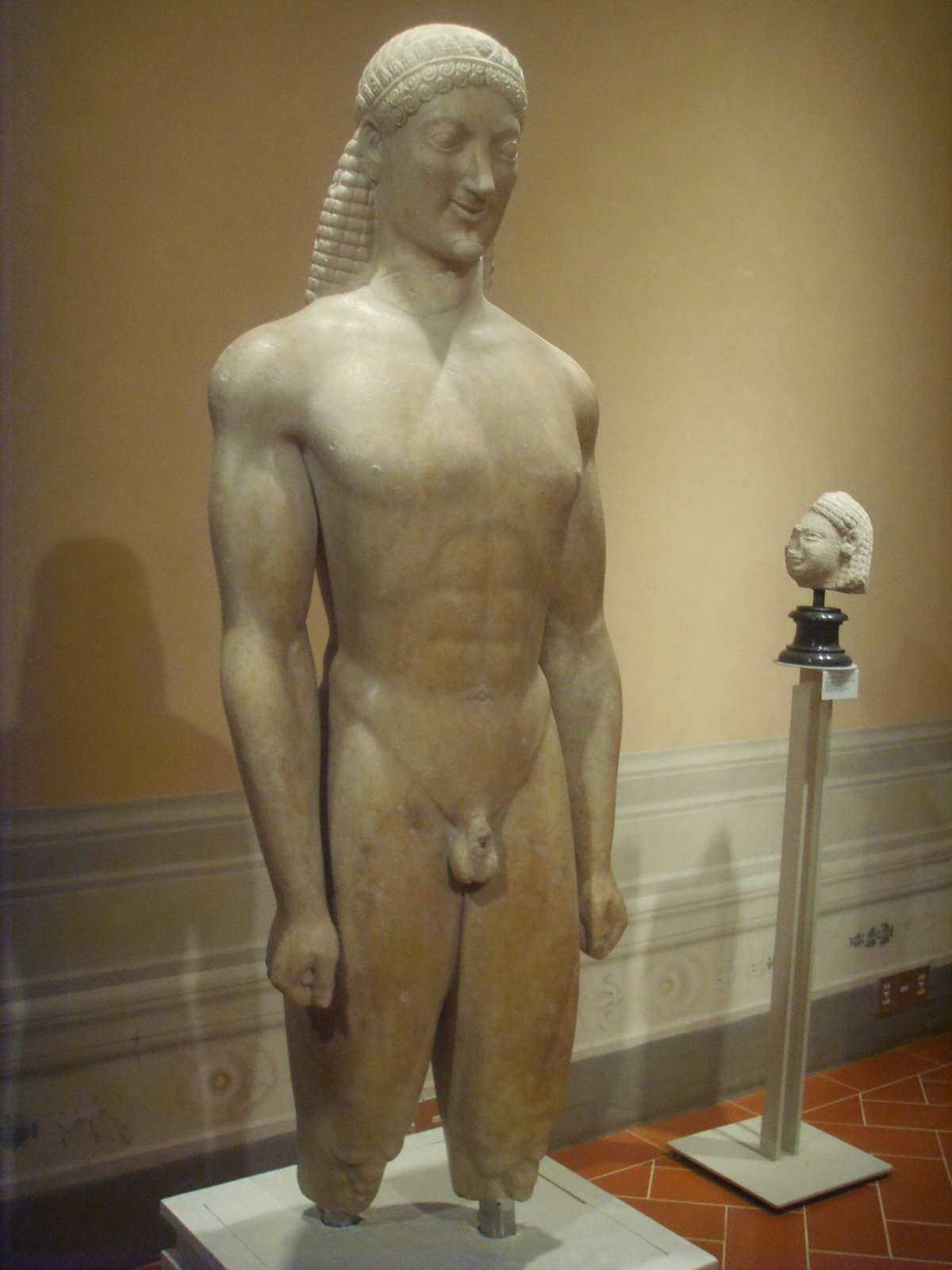
Kouros de Milan, Musée archéologique national de Florence, Richter 70.
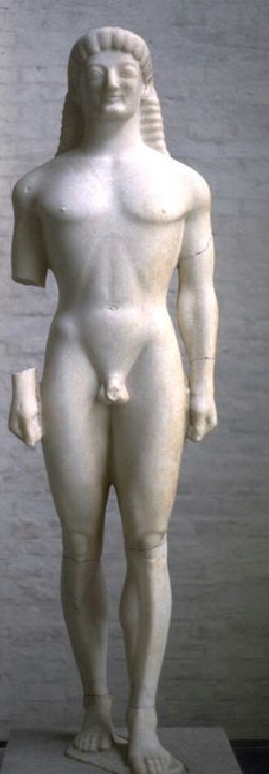
Kouros de Ténéa, Munich 168 (1,53 m, vers −550).

### Groupe de Mélos (555-540)

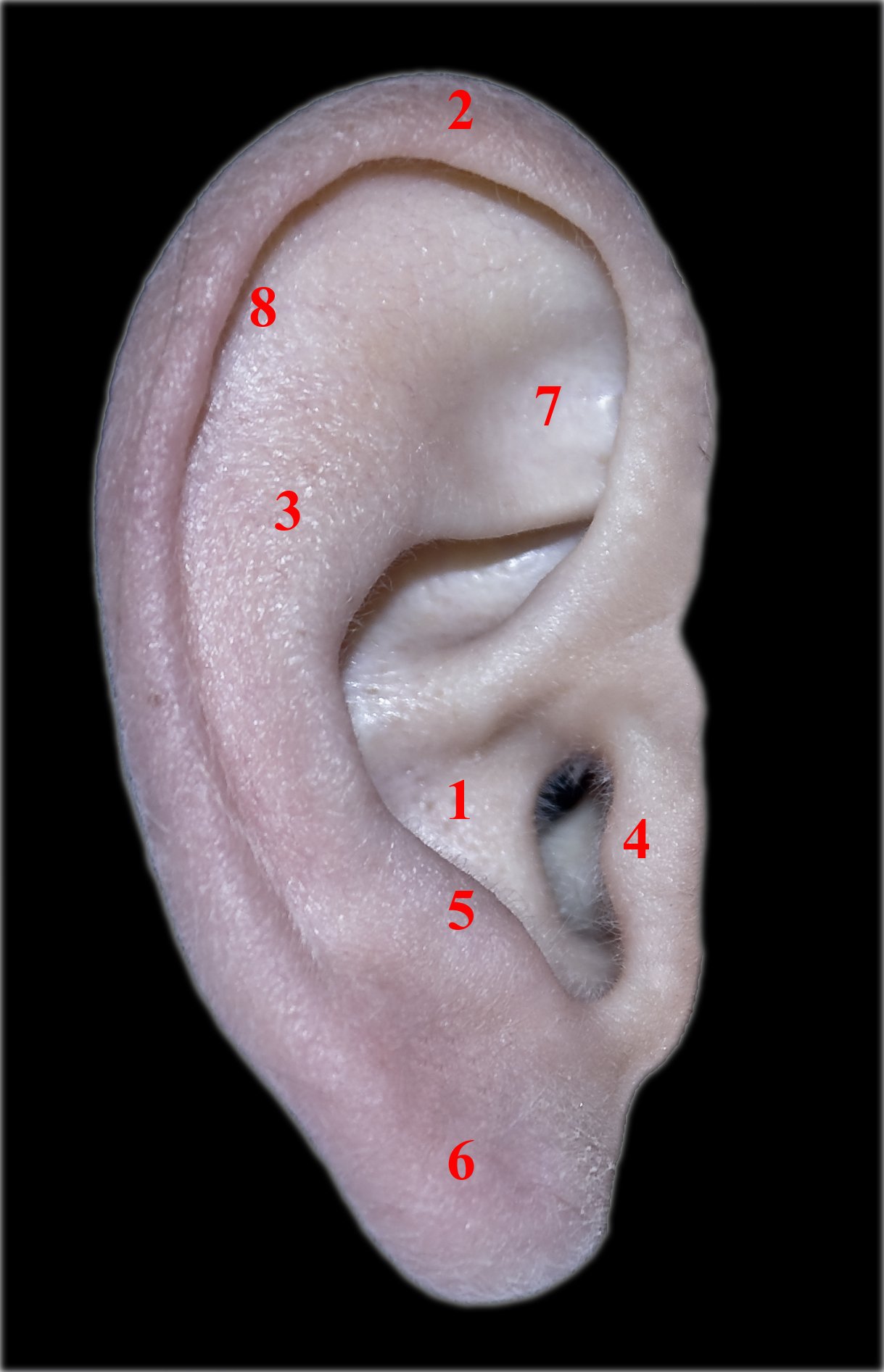
Pavillon de l'oreille humaine: 1 Conque. 2 Hélix. 3 Anti-hélix. 4 Tragus. 5 Anti-tragus. 6 Lobule, 7 Fosse triangulaire. 8 Scapha.

Les réalisations de cette période sont plus simples qu'auparavant : leurs muscles ne sont plus accentués séparément ; il y a une tendance au contour fluide et à une généralisation de la forme.
Dans la conception de l'oreille, le tragus prend maintenant parfois sa forme naturelle : la partie antérieure de l'hélix, qui est dirigée vers l'arrière (crus helicis), est souvent proéminente et jointe à l'extrémité supérieure du tragus ; l'anti-tragus est parfois indiqué, mais mal placé. Le triangle antérieur du cou est désormais mieux compris. Le nombril est généralement modélisé comme une dépression. Un renflement oblique externe est indiqué sur la crête iliaque. La limite inférieure de l'abdomen forme parfois une courbe profonde. L'avant-bras et le bras sont parfois correctement traités en semi-pronation, tous deux dirigés vers le corps. Les bras sont parfois cambrés vers le corps, sous l'aisselle. Le gros orteil se projette un peu plus loin, de même que le deuxième orteil. Les quatre petits orteils et les ongles se courbent doucement vers le bas.
Étonnamment uniformes, les produits de cette période se retrouvent dans le monde grec en grande quantité. Ce groupe est nommé d'après l'exemple le mieux conservé de l'époque (NAMA 1558). La date de ce groupe est conjecturée sur la base qu'une génération serait nécessaire pour le développement du style du groupe Mélos, avant le style Anavysos-Ptoon mieux daté. Cependant, Richter soutient qu'il peut y avoir une relation avec d'autres œuvres d'art grecques contemporaines : les figures sur la poterie tardive de Corinthe vers 550. présentent le même degré de naturalisme, et les sculptures des colonnes archaïques du temple d'Artémis à Éphèse, qui auraient été commanditées par Crésus de Lydie, partagent certaines caractéristiques anatomiques. Parmi les œuvres importantes qui nous sont parvenues figurent le kouros colossal de Mégare (NAMA 13), une première pièce de transition de Béotie (Thèbes 3) et un exemple de la première époque de Paros (Louvre MND 888).

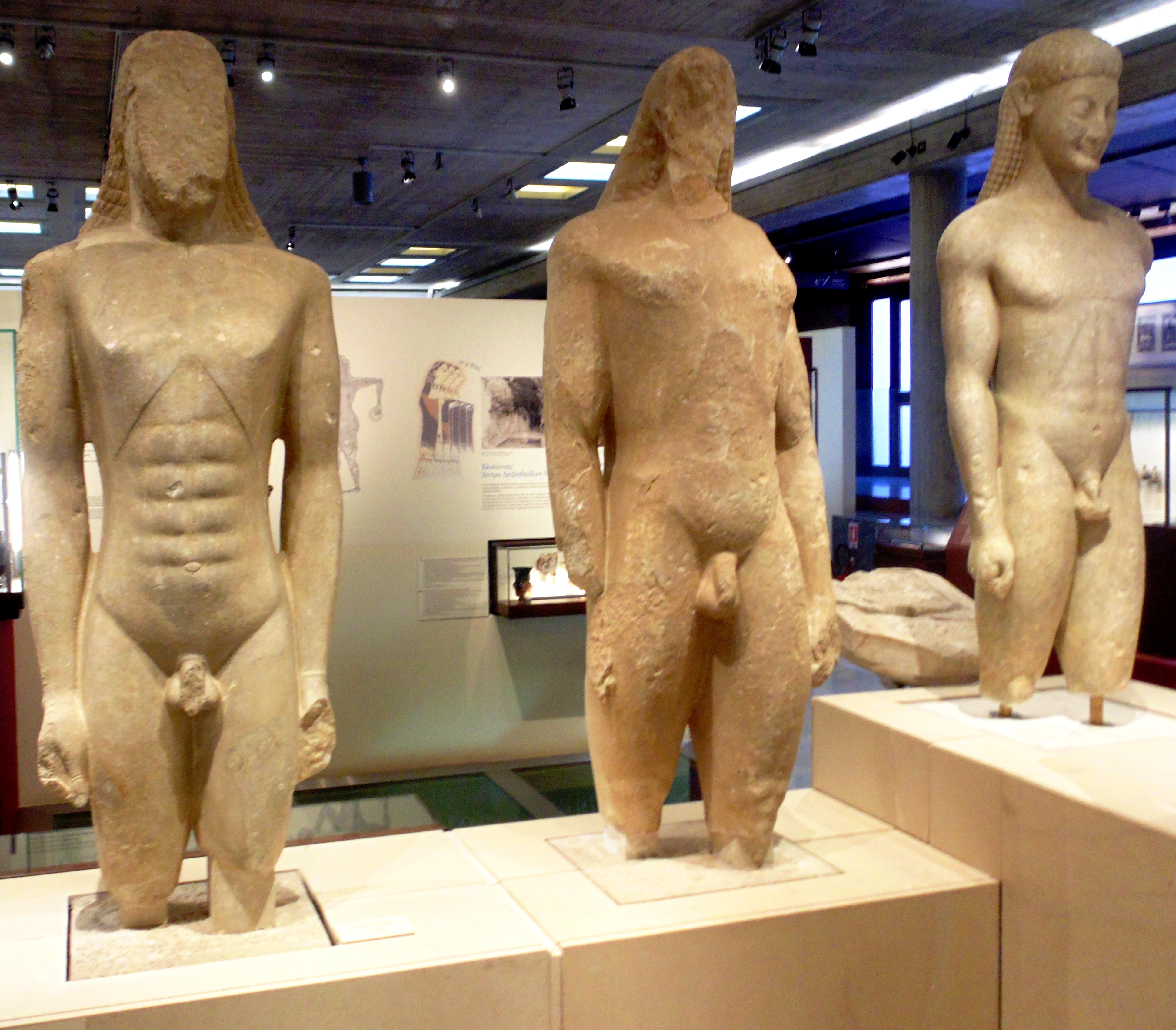
Trois kouroi du sanctuaire de Ptôon (Πτῷον ou Πτῶον). Musée archéologique de Thèbes.
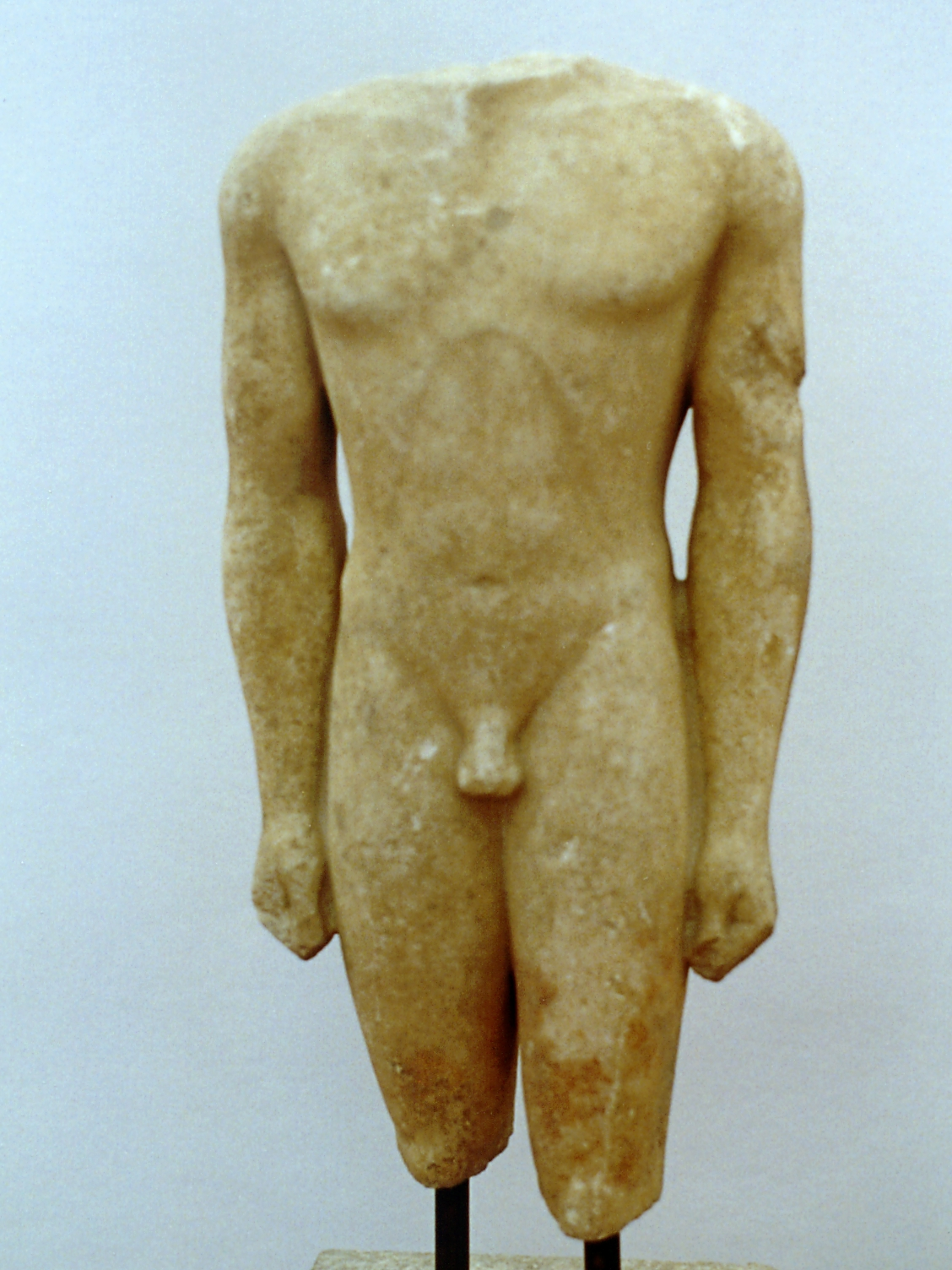
Kouros de Ptoon. Musée archéologique de Thèbes
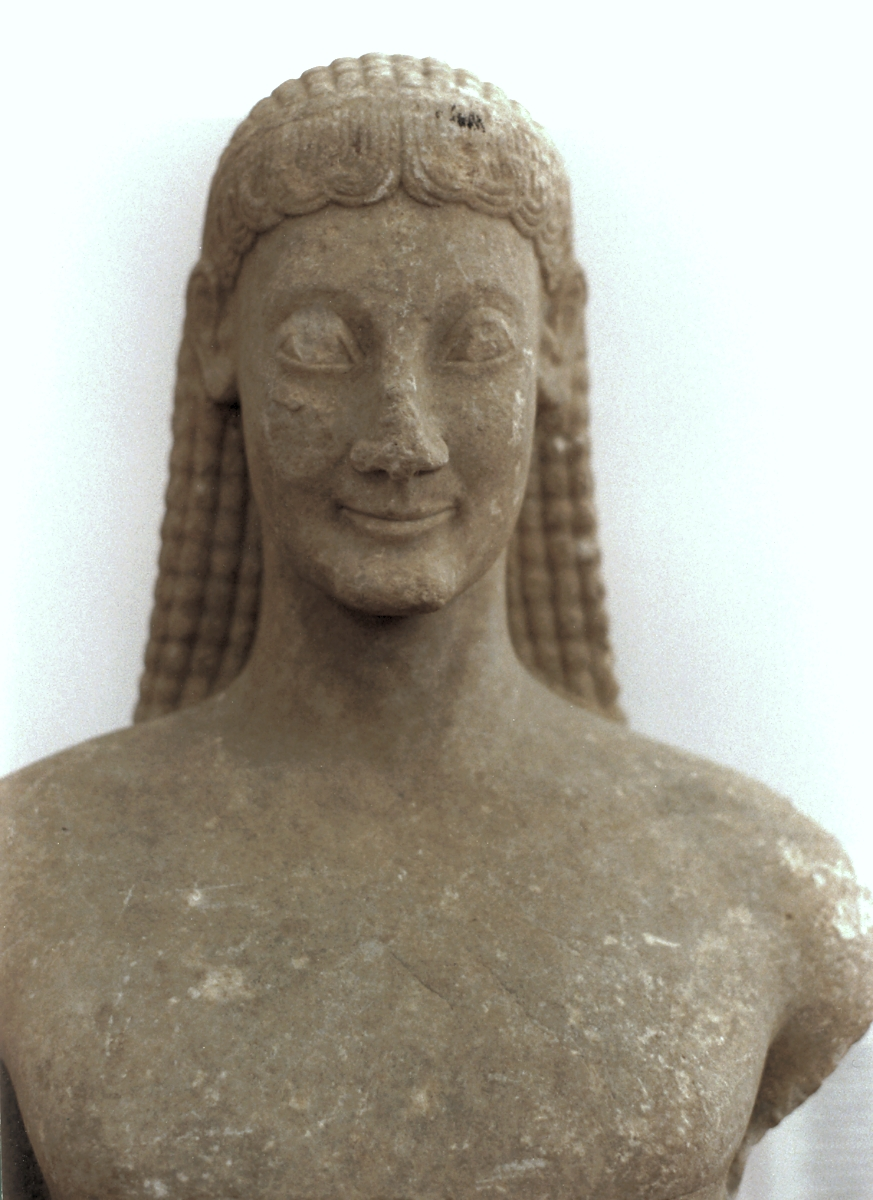
Kouros béotien "Thèbes 3". Musée archéologique de Thèbes
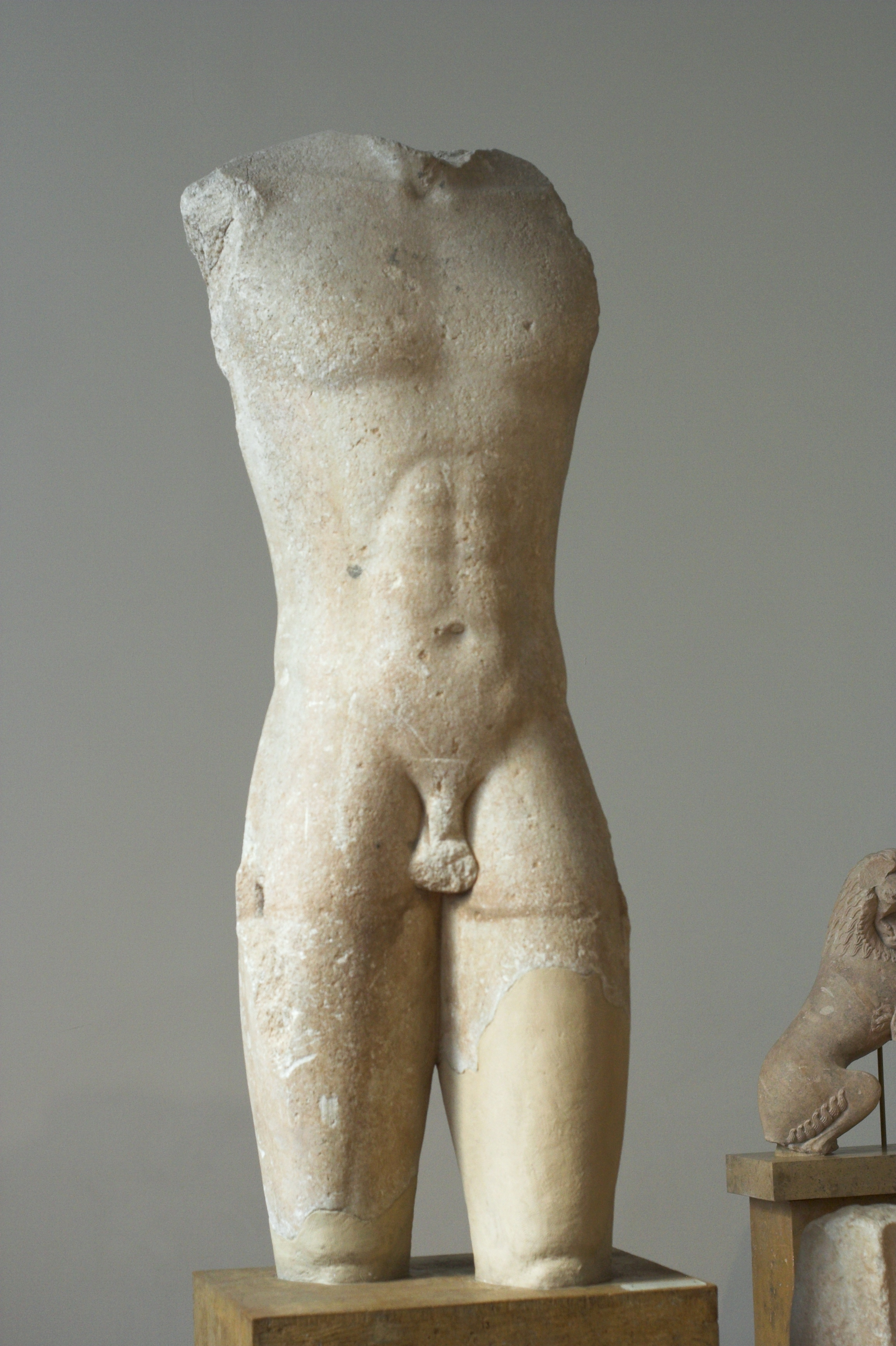
Kouros de Mégare. NAMA 13. Athènes
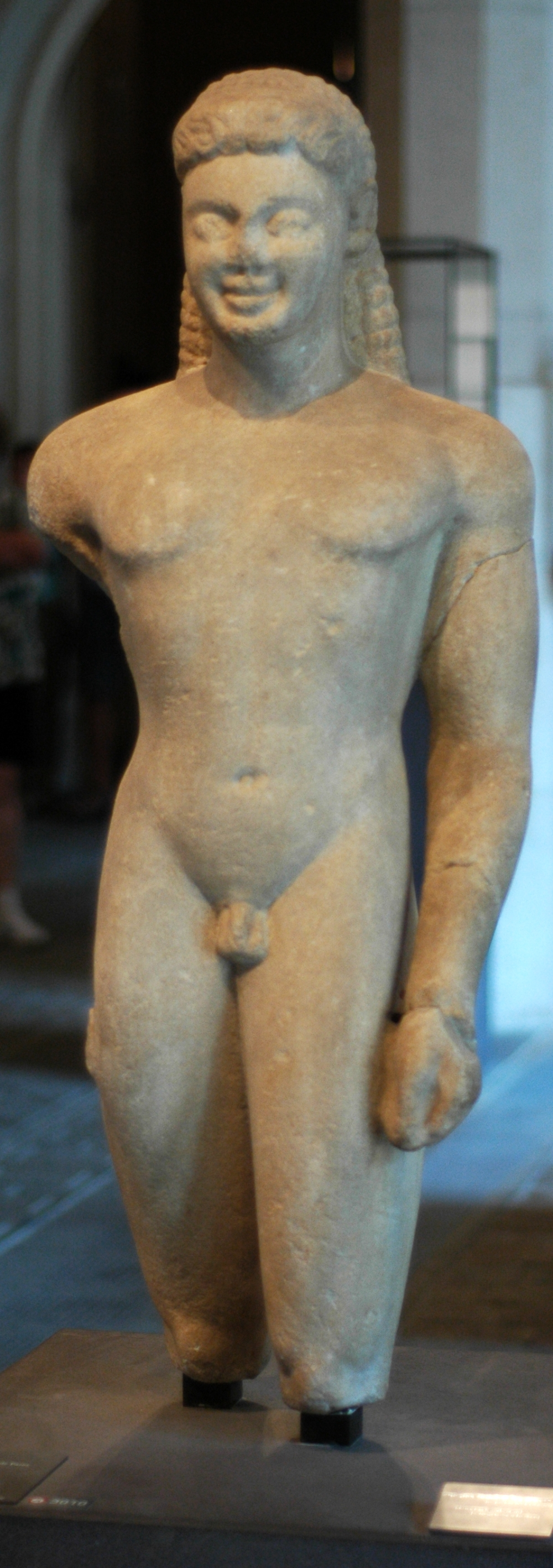
Kouros de l'Asclépiéion de Paros. Musée du Louvre.

### Groupe d'Anavyssos-Ptoon 12 (540-520)
Dans ce groupe, la musculature est plus modelée et semble bien comprise, ce qui donne des subdivisions plus fluides pour les abdominaux, la coiffure est toujours décorative et est traitée en mèches coquillées (ce qui est très fréquent à l'époque), et le sourire est moins figé. Mais on garde cependant encore des aspects conventionnels. Les clavicules sont artificielles, l'aine est droite, la jambe gauche est avancée sans conséquence sur l'anatomie, et l'arête du tibia est nette.
C'est l'ère de la dynastie de Pisistrate, qui marque la prise d'Athènes comme le centre de l'activité artistique en Grèce. En cette période de grand développement, les proportions anatomiques deviennent normales, les formes modelées et la colonne vertébrale clairement en forme de S. La tête est désormais sphérique et bien développée. Le tragus prend sa forme naturelle, l'antitragus est également indiqué. Les cheveux descendent parfois jusqu'à la nuque. Les sterno-mastoïdes, lorsqu'ils sont marqués, sont indiqués par des formes modélisées. Leur attachement au sternum et aux clavicules souvent n'est pas indiqué, — ce qui entraîne une rainure creuse continue — ou passe au-dessus de la clavicule. Il y a une tentative d'indiquer la courbe arrière de la clavicule. La rainure le long de la linea alba se poursuit parfois sous le nombril. La limite inférieure de l'arc thoracique est indiquée. Sur les flancs, le gonflement de la partie externe est bien développé. La limite inférieure de l'abdomen prend la forme d'un petit demi-cercle ou d'une courbe profonde. Les érecteurs verticaux sont toujours indiqués comme des formes modélisées. Généralement, la main et l'avant-bras sont semi-prononcés. Les mains ne sont plus attachées au corps, mais jointes par de courts supports. Les os métacarpiens sont parfois indiqués. Le renflement du vastus internus augmente. Les orteils ne sont plus parallèles, mais ne reculent pas le long d'une courbe continue. Les orteils et les ongles pointent vers le haut. Le relief des articulations est bien rendu. Parfois, le flanc de la jambe avancée est placé en avant et plus haut que la jambe en retrait.
Les caractéristiques de ce groupe peuvent être observées sur le Trésor siphnien, est daté sur des preuves externes d'avant 525 : si on laisse ainsi le temps à la maturation du style, nous pouvons dater le début de ce groupe à environ une génération auparavant.Le plus ancien est peut-être le kouros de Munich (Glyptothek 169), à en juger par le rendu de certains muscles. D'autres kouroi attiques importants dans ce style sont le kouros d'Anavyssos (la base se lit comme suit : « Lève-toi et pleure Kroisos, premier sur la ligne de bataille et qu'Arès a tué », NAMA 3851), le torse de l'Acropole (Acropole 665, 596) et la tête de Rayet (Glyptothèque Carlsberg, 418). L'île de Kéos nous fournit l'un des meilleurs exemples de l'époque (NAMA 3686), remarquable pour son rendu avancé du dos, où la plus grande saillie du dos est au niveau de celle de la poitrine. Kéos était probablement sous l'influence culturelle d'Athènes à cette époque et ce kouros est comparable et chronologiquement proche des kouroi d'Anavyssos et de la tête de l'Acropole. Du sanctuaire de Ptoon en Béotie, nous avons le kouros de Ptoon 12 (NAMA), plus doux, selon Richter : il s'agit, affirme-t-elle, d'un produit indigène béotien et non d'une importation athénienne.
- Kouros de Kroisos ou Kouros d'Anavyssos (musée national d'Athènes), 1,98 m, vers 530 : plus grand que nature, sa musculature est beaucoup plus modelée. L'arc thoracique et les hanches sont plus larges ;

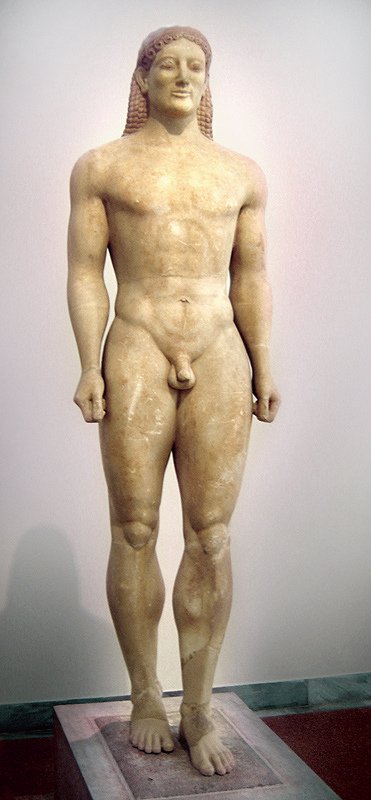
Kouros d'Anavyssos, NAMA 3851.
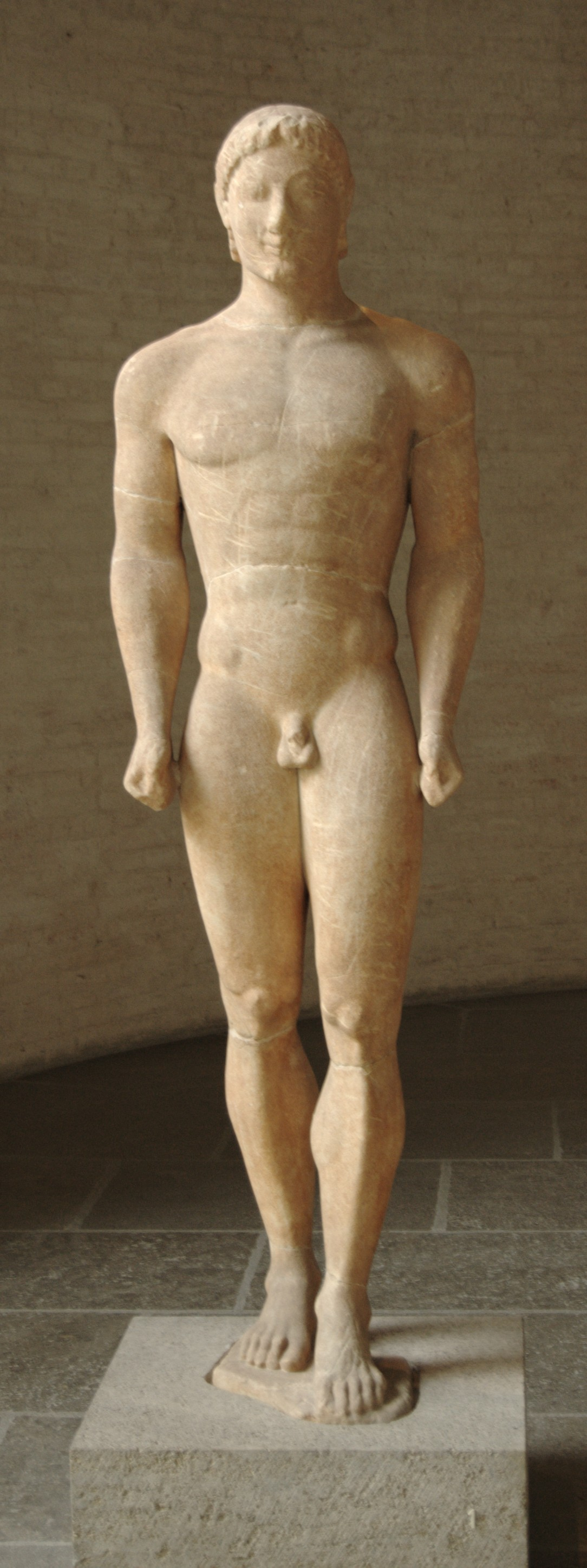
Kouros de Munich, Glyptothèque 169.
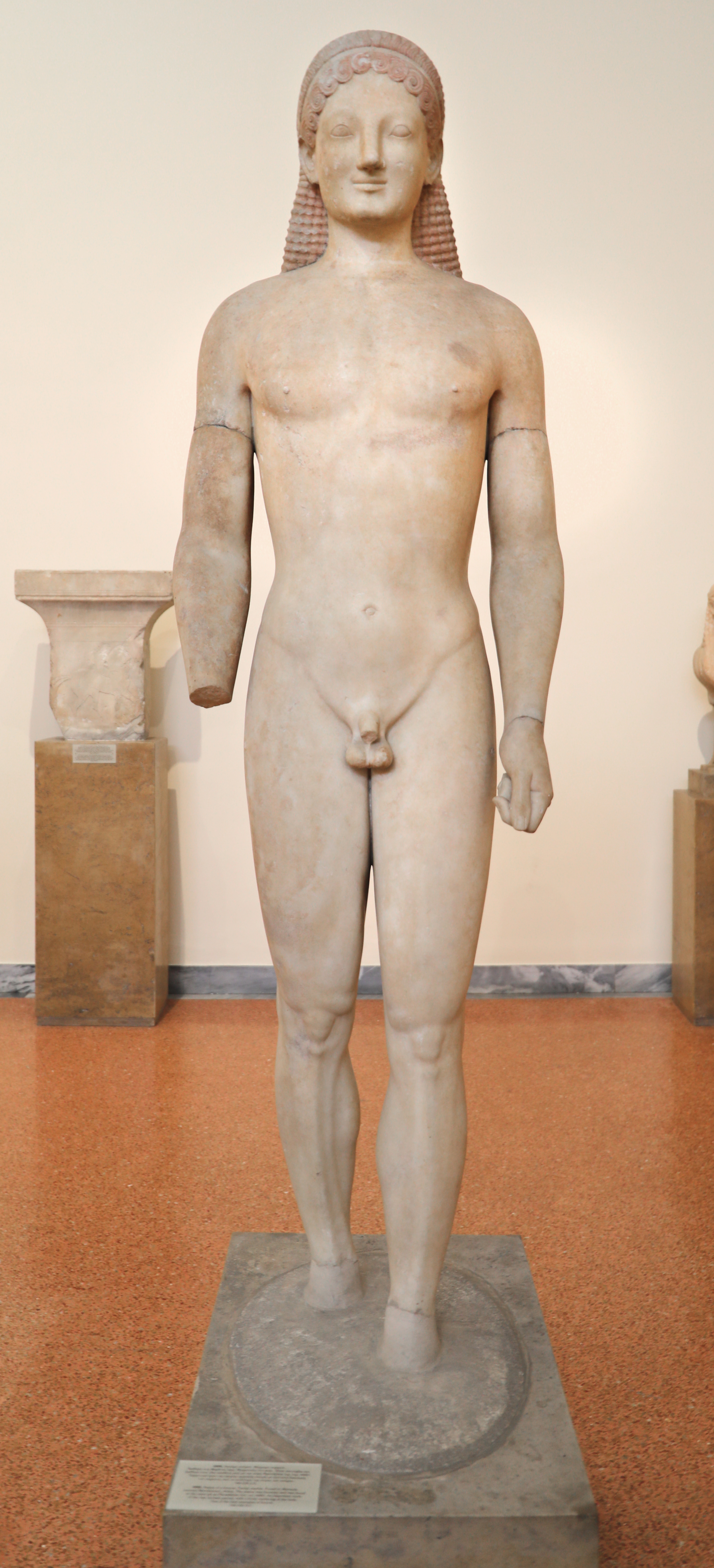
Kouros de Mérenda, Athènes, NAMA 4890.

### Groupe de Ptôon 20 (520-485)
La dernière étape dans le développement du type kouros est la période dans laquelle le sculpteur grec a acquis une connaissance complète de l'anatomie humaine et l'a utilisée pour créer un ensemble harmonieux et proportionné. On peut désormais observer les caractéristiques suivantes : la caroncule lacrymale est parfois indiquée ; les lèvres bien formées  sont incurvées vers le haut dans les premiers exemples et la lèvre supérieure dépasse nettement sur la partie inférieure ; les cheveux sont généralement courts ou enroulés en arrière, rayonnant d'un point proche du sommet et sculptés en mèches ondulées. La structure du cou est maintenant correcte. Il y a une indication d'un gonflement du trapèze sur le contour de l'épaule, devenant plus prononcé au fil du temps. Les clavicules prennent une forme en S et se perdent dans les épaules. La limite inférieure du thorax suppose une arche semi-circulaire. Le rectus abdominis est maintenant réduit à deux protubérances, le sommet étant incorporé dans la limite inférieure du thorax. Un petit plan surélevé provoqué par la projection de l'appendice xiphoïde est parfois observable à l'extrémité inférieure du sternum. Le nombril a un pli de peau sur le dessus dans la plupart des exemples. La limite inférieure de l'abdomen prend la forme d'un demi-cercle et le bord supérieur du torse prend une forme régulière avec deux courbes concaves. L'avant-bras et la main sont rendus correctement, les bras étant parfois dégagés du corps. Le flanc et la fesse correspondant à la jambe d'appui montent conformément à l'action, au début occasionnellement, plus tard régulièrement.
Pourtant, ces mêmes kouroi ont une limite inférieure rainurée et étroite au thorax et leurs flancs sont de niveau, ce qui suggère qu'ils sont les premiers spécimens de ce style. Richter nomme ce groupe d'après le kouros de Ptoon 20 (NAMA 20), qui est probablement une œuvre béotienne dédiée par Pythias d'Akraiphia et Æschrion à Apollon à l'arc d'argent (ἀργυρότοξος Ἀπόλλων, Iliade, II, 764). Ceci, avec la forme du torse d'Eutrésis (Thèbes 7), indique une école béotienne de sculpture vigoureuse qui peut s'être développée au service du sanctuaire de Ptôon (Πτῷον/Πτῶον, Ptôon). La production en Attique est considérable jusqu'à environ 500, avant de sembler s'essouffler. Parmi les kouroi tardifs importants d'Athènes figurent le kouros d'Aristodikos (groupe de Ptôon 20, NAMA 3938), une statuette de l'Acropole (NAMA 6445) et l'Apollon en bronze du Pirée.
- Kouros d'Aristodikos (musée national d'Athènes, NAMA 3938, vers 500, 1,94 m, marbre de Paros) : abandon de la chevelure longue et du visage souriant. Toute la musculature est en place et bien comprise, mais n'est toujours pas affectée par l'avancement de la jambe gauche.

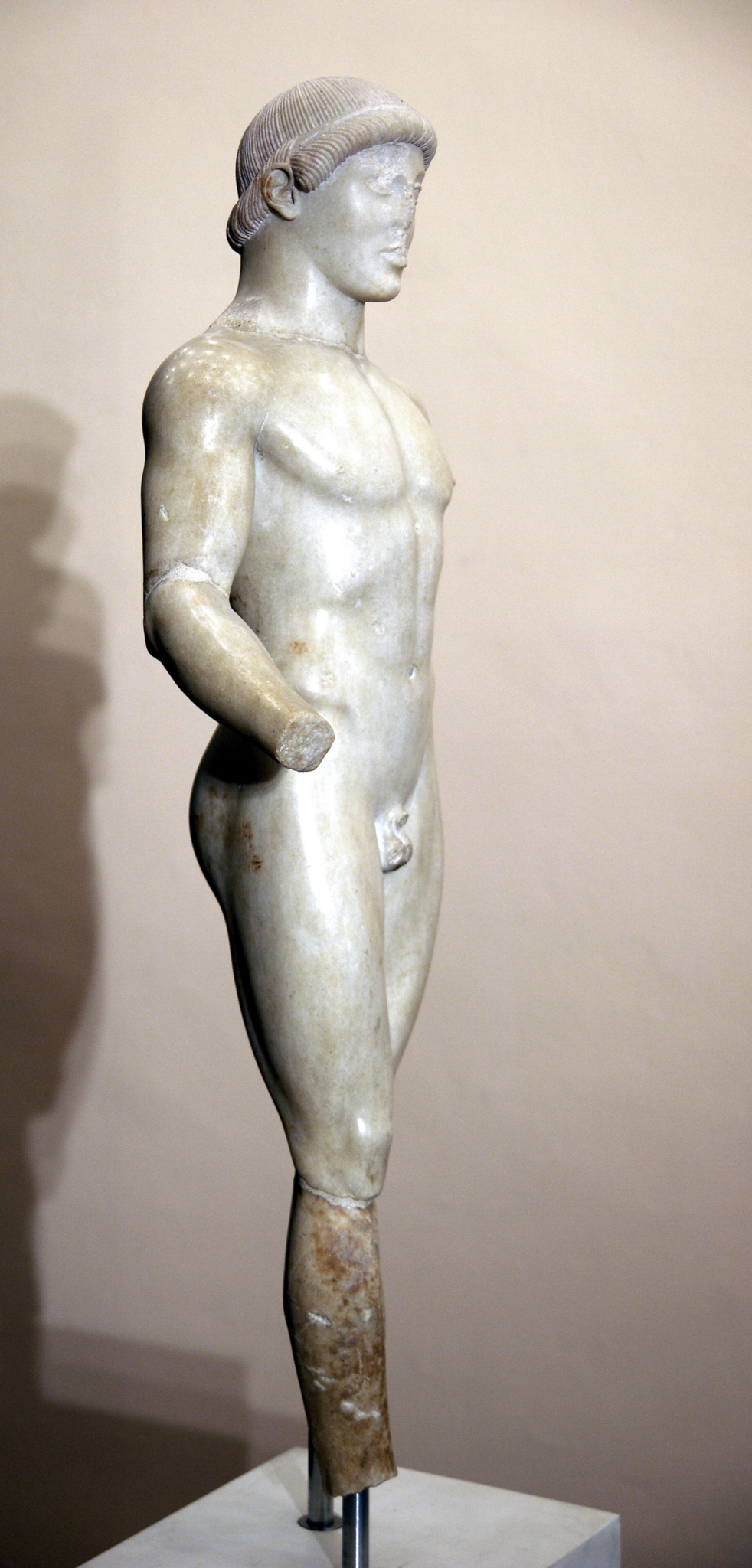
Éphèbe d'Agrigente, marbre poli, H. 1,02 m. Richter 182. Non daté. Parco Valle dei Templi Agrigento, Museo Archaeologico
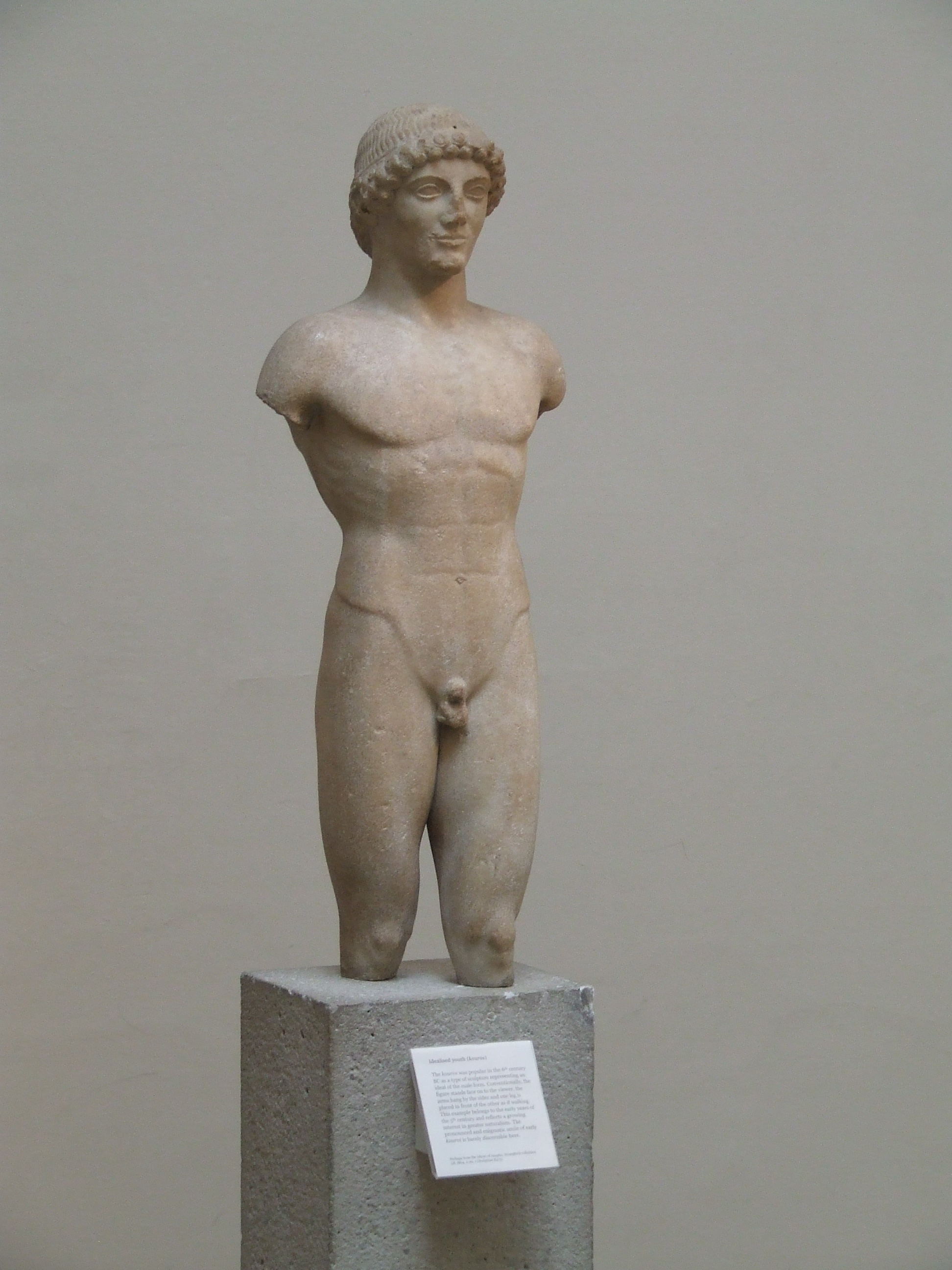
Kouros dit « Apollon Strangford » d'Anaphi (?), Marbre de Paros, H. 1,01 m. 500-490. British Museum[69].
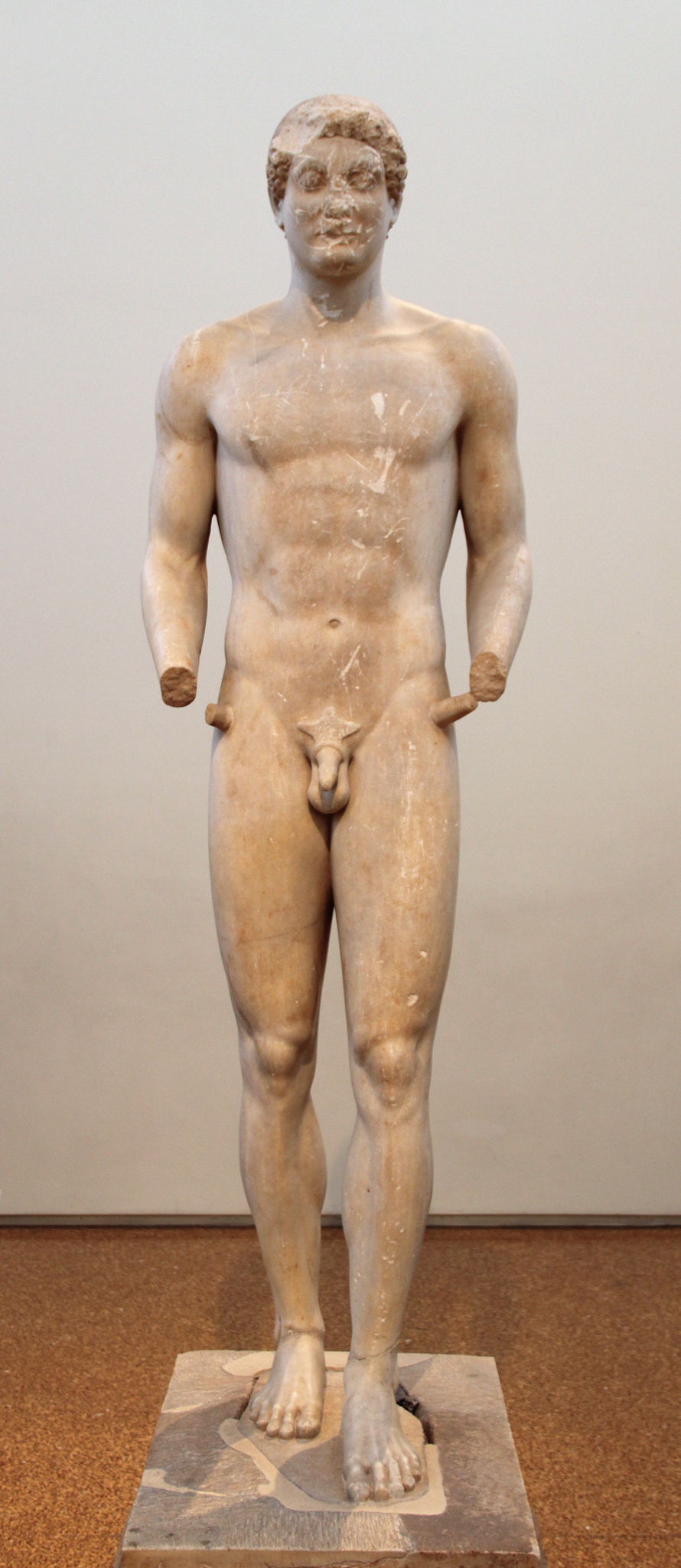
Kouros d'Aristodikos. Marbre de Paros, H. 1,96 cm. 510-500. MNArch Athènes.
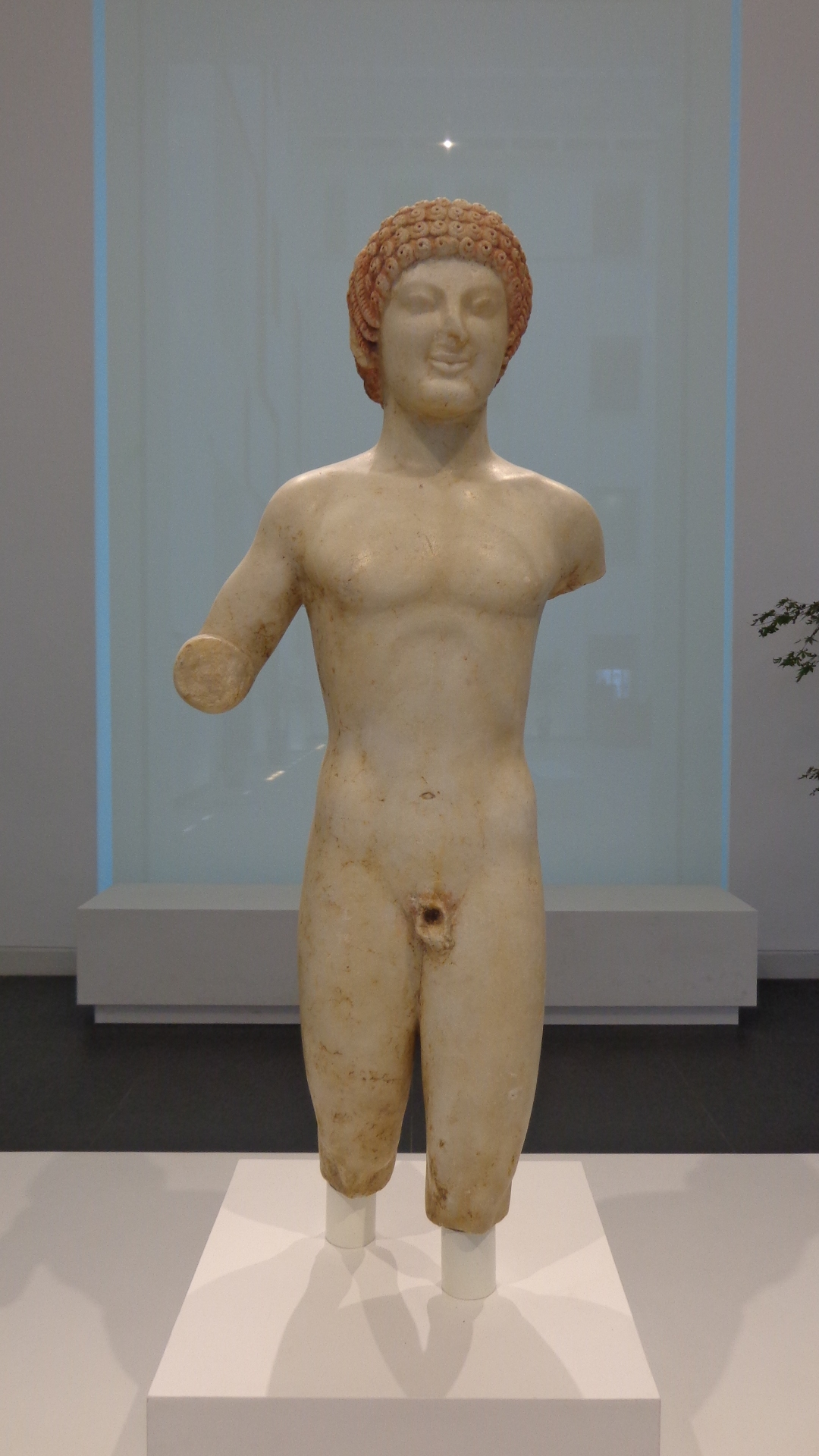
Kouros de Reggio Calabria. Marbre, couleur. H. 90 cm. Vers 500. Musée archéologique national de Reggio Calabria
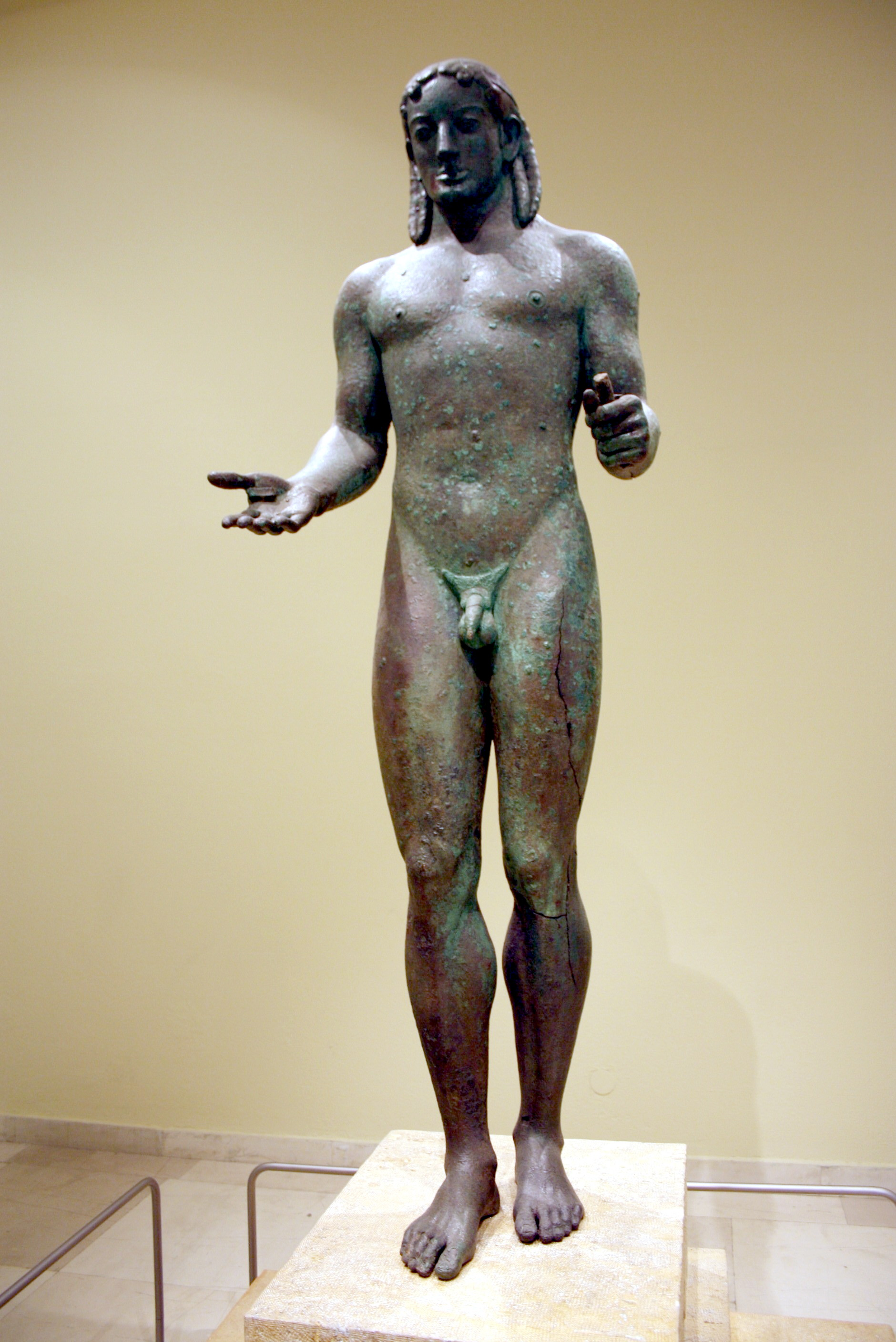
Apollon du Pirée, Musée archéologique du Pirée. Imitation du 2e quart du Ve siècle d'une statue du 3e quart du VIe siècle

## Caractères régionaux
La théorie d'une évolution linéaire ne prend cependant pas en compte les particularités régionales.

### Kouroï argiens
Très massifs, robustes, graphiques ; tête carrée ; épaules larges et épaisses.
- Jumeaux de Delphes (Cléobis et Biton)

### Kouroï pariens
Plus ronds et souriants (pommettes saillantes) ; structure globale en T ; épaules légèrement rejetées en arrière.
- Kouros de Paros provenant du sanctuaire d'Asclépios à Paros. Marbre, 1,03 m, vers -540. Louvre-Lens MND 888.

### Kouroï ioniens
Vêtus, bien en chair ; yeux fins et étirés ; nez large.
- Kouros de Dionysermos, fils d'Anténor (Louvre, Ma 3600). Samos ou Milet (?), -520/-530, Louvre Notice no 4997, base Atlas, musée du Louvre. Homme portant un chiton à manches mi-longues et un himation. Inscription en dialecte ionien le long de l'himation : « Je suis (la statue de) Dionysermos, fils d'Anténor. »

### Kouroï béotiens
- Kouros béotien de Ptôon, musée archéologique de Thèbes : mèche en fourchette sur le front ; arcade sourcilière très étendue et haute ; sourire aux commissures très nettes ; yeux larges.

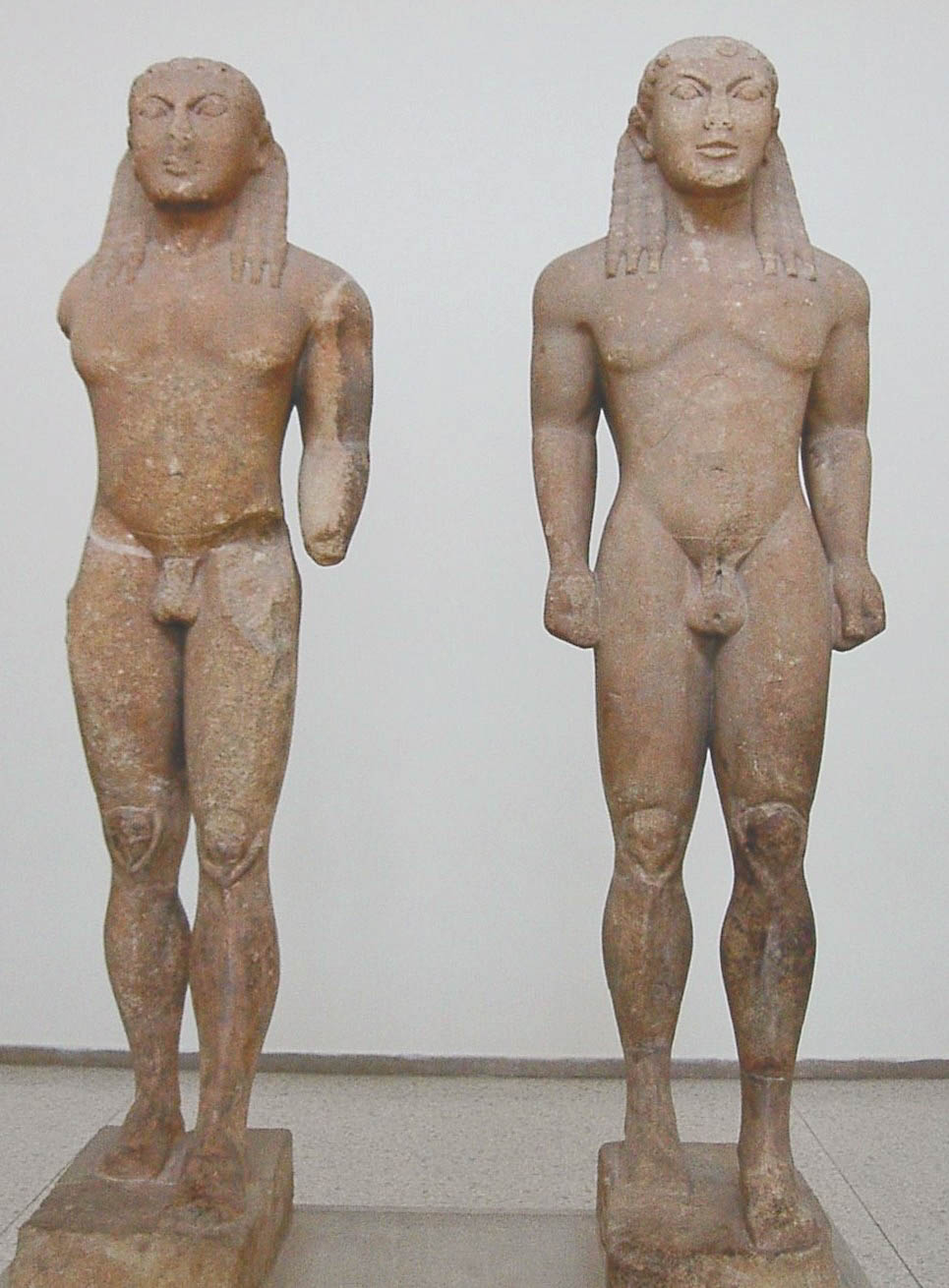
Les jumeaux de Delphes : Cléobis et Biton.
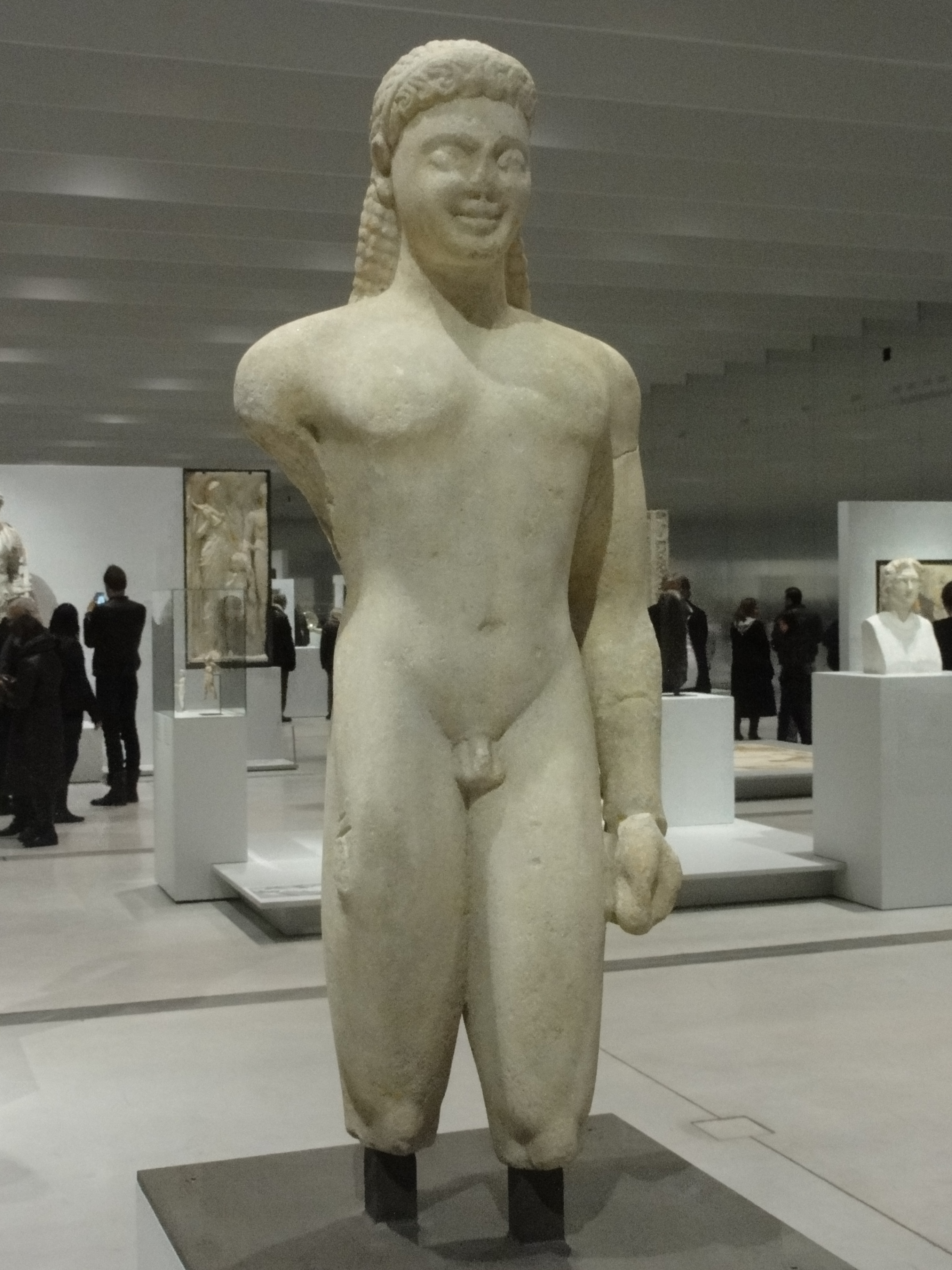
Couros de Paros. Louvre-Lens 034.
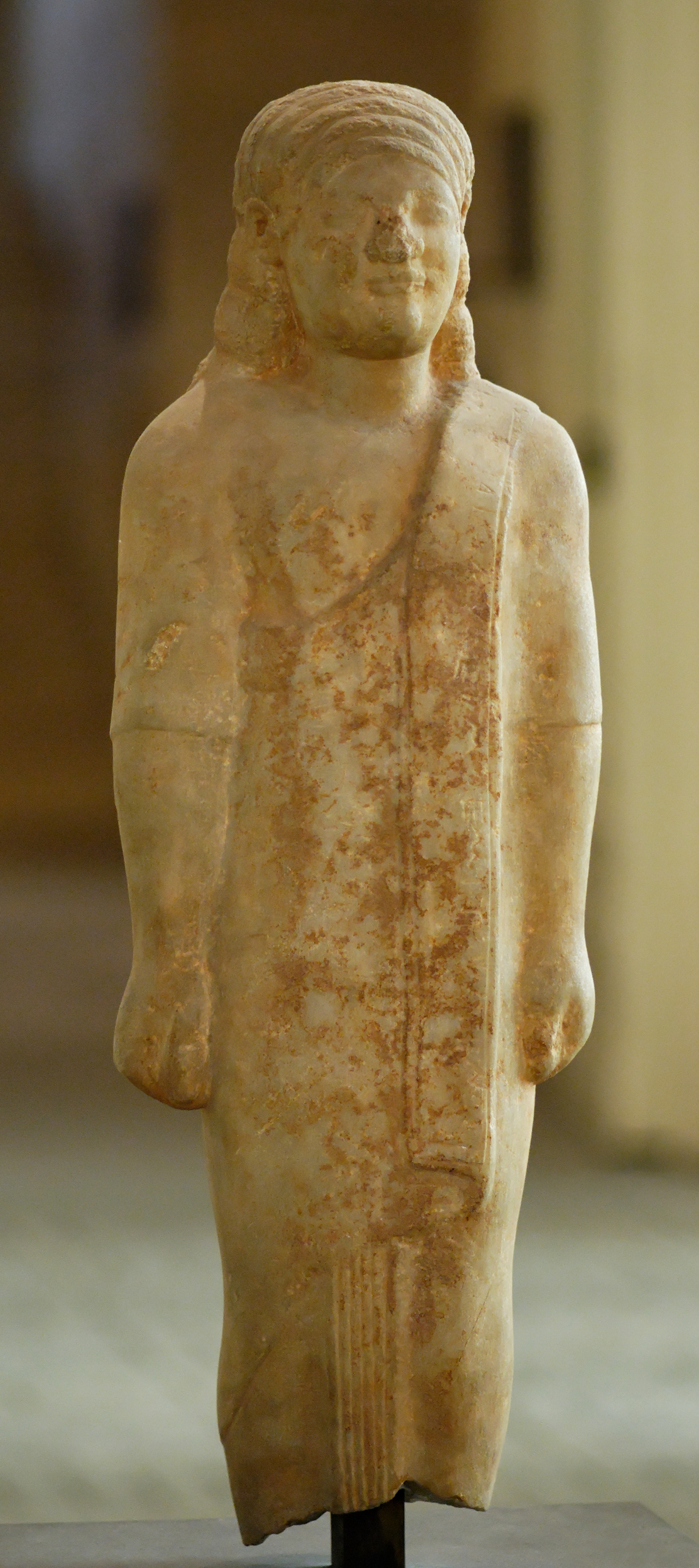
Kouros de Dionysermos, Louvre Ma3600.
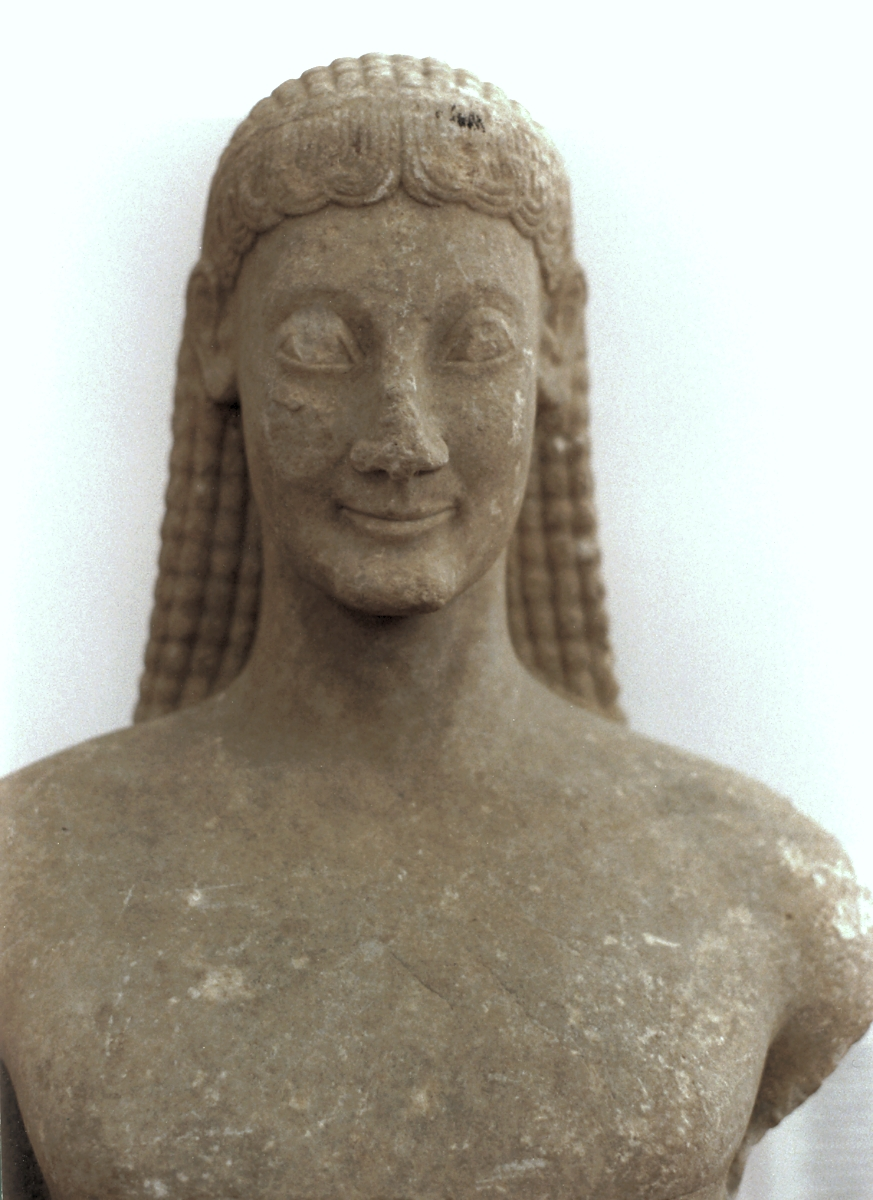
Kouros béotien de Ptôon, avec sa frange bifide.